# Estatísticas da Neo Química Arena
Inaugurada em 18 de maio de 2014, na partida entre Corinthians e Figueirense, a Neo Química Arena tem como recorde de público os 63.267 espectadores do jogo entre Países Baixos e Argentina, válido pela semifinal da Copa do Mundo FIFA daquele ano e quando o estádio teve excepcionalmente arquibancadas temporárias que possibilitaram um ganho de quase 20 mil assentos.
O recorde de público da Arena com sua estrutura permanente é de 48.932 espectadores sendo 48.196 pagantes que assistiram ao Corinthians conquistar o seu 31.º Campeonato Paulista ao empatar em 0 a 0 o segundo jogo da final contra o Palmeiras em 27 de março de 2025.
A partida mais rentável aos cofres do clube arrecadou R$ 5.386.291,50 com um público de 45.159 pagantes para o primeiro confronto contra o Flamengo pelas quartas-de-final da Copa Libertadores de 2022 que terminou com uma derrota do Corinthians.
A Arena também já registrou a presença de 47.236 espectadores que acompanharam a partida entre Philadelphia Eagles e Green Bay Packers, em 6 de setembro de 2024, válida para a temporada 2024-25 da NFL.
O desempenho do Corinthians nos 100 primeiros jogos em seu estádio foi: 69 vitórias, 24 empates e 7 derrotas; 185 gols a favor, 60 contra.

## Jogos entre seleções nacionais

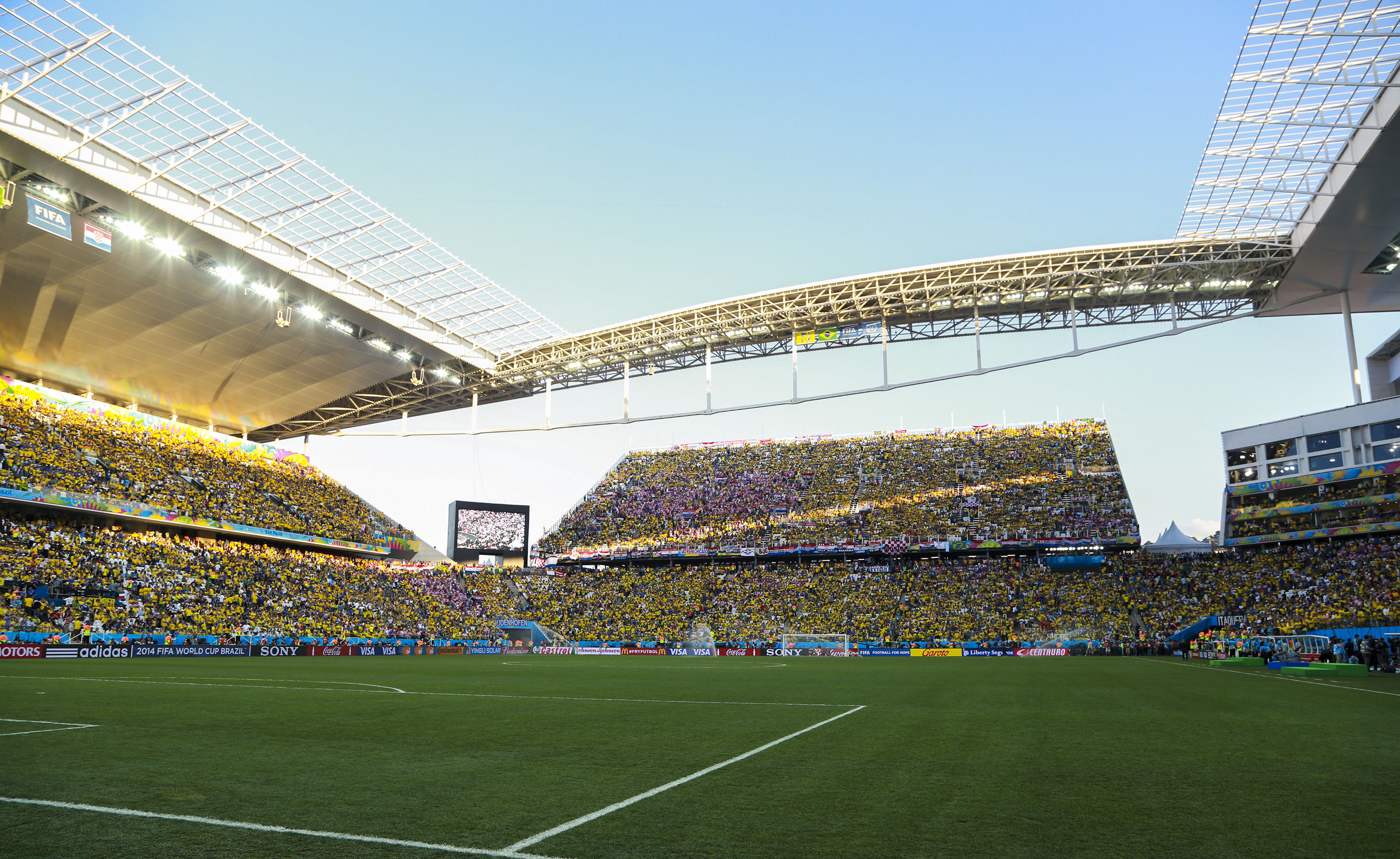
Partida inaugural do mundial de 2014, entre Brasil e Croácia

Os cinco maiores públicos
| Data                | Competição                 | Partida                             | Público | Ref.   |
| ------------------- | -------------------------- | ----------------------------------- | ------- | ------ |
| 9 de julho de 2014  | Copa do Mundo FIFA de 2014 | Países Baixos (2) 0–0 (4) Argentina | 63 267  | [ 2 ]  |
| 1 de julho de 2014  | Copa do Mundo FIFA de 2014 | Argentina 1–0 Suíça                 | 63 255  | [ 8 ]  |
| 23 de junho de 2014 | Copa do Mundo FIFA de 2014 | Países Baixos 2–0 Chile             | 62 996  | [ 9 ]  |
| 19 de junho de 2014 | Copa do Mundo FIFA de 2014 | Uruguai 2–1 Inglaterra              | 62 575  | [ 10 ] |
| 12 de junho de 2014 | Copa do Mundo FIFA de 2014 | Brasil 3–1 Croácia                  | 62 103  | [ 11 ] |

### Jogos da Seleção Brasileira
Futebol Masculino
| Data                   | Competição                 | Partida             | Público     | Ref.   |
| ---------------------- | -------------------------- | ------------------- | ----------- | ------ |
| 12 de junho de 2014    | Copa do Mundo FIFA de 2014 | Brasil 3–1 Croácia  | 62 103      | [ 11 ] |
| 13 de agosto de 2016   | Jogos Olímpicos Rio 2016   | Brasil 2–0 Colômbia | 41 560      | [ 12 ] |
| 28 de março de 2017    | Eliminatórias de 2018      | Brasil 3–0 Paraguai | 44 378      | [ 13 ] |
| 22 de junho de 2019    | Copa América de 2019       | Brasil 5–0 Peru     | 42 317      | [ 14 ] |
| 9 de outubro de 2020   | Eliminatórias de 2022      | Brasil 5–0 Bolívia  | Sem público | [ 15 ] |
| 11 de novembro de 2021 | Eliminatórias de 2022      | Brasil 1–0 Colômbia | 22 080      | [ 16 ] |
| 10 de junho de 2025    | Eliminatórias de 2026      | Brasil 1–0 Paraguai | 46 014      | [ 17 ] |

Futebol Feminino
| Data                   | Competição               | Partida            | Público     | Ref.   |
| ---------------------- | ------------------------ | ------------------ | ----------- | ------ |
| 19 de agosto de 2016   | Jogos Olímpicos Rio 2016 | Brasil 1–2 Canadá  | 39 718      | [ 18 ] |
| 12 de dezembro de 2019 | Amistoso                 | Brasil 6–0 México  | 4 993       | [ 19 ] |
| 27 de novembro de 2020 | Amistoso                 | Brasil 6–0 Equador | Sem público | [ 20 ] |
| 15 de novembro de 2022 | Amistoso                 | Brasil 2–1 Canadá  | 19 586      | [ 21 ] |
| 30 de novembro de 2023 | Amistoso                 | Brasil 4–3 Japão   | 7 429       | [ 22 ] |
| 30 de maio de 2025     | Amistoso                 | Brasil 3–1 Japão   | 33 325      | [ 23 ] |

### Lista de jogos entre seleções nacionais
| Lista de Jogos |                        |               |             |                |                                             |                 |            |
| Jogo           | Data                   | Time mandante | Placar      | Time visitante | Competição                                  | Público pagante | Referência |
| 1              | 12 de junho de 2014    | Brasil        | 3–1         | Croácia        | Copa do Mundo FIFA de 2014                  | 62 103          | [ 11 ]     |
| 2              | 19 de junho de 2014    | Uruguai       | 2–1         | Inglaterra     | Copa do Mundo FIFA de 2014                  | 62 575          | [ 10 ]     |
| 3              | 23 de junho de 2014    | Países Baixos | 2–0         | Chile          | Copa do Mundo FIFA de 2014                  | 62 996          | [ 9 ]      |
| 4              | 26 de junho de 2014    | Coreia do Sul | 0–1         | Bélgica        | Copa do Mundo FIFA de 2014                  | 61 397          | [ 24 ]     |
| 5              | 1 de julho de 2014     | Argentina     | 1–0         | Suíça          | Copa do Mundo FIFA de 2014                  | 63 255          | [ 8 ]      |
| 6              | 9 de julho de 2014     | Países Baixos | (2) 0–0 (4) | Argentina      | Copa do Mundo FIFA de 2014                  | 63 267          | [ 2 ]      |
| 7              | 3 de agosto de 2016    | Canadá        | 2–0         | Austrália      | Olimpíadas 2016 - Futebol Feminino          | 20 521          | [ 25 ]     |
| 8              | 3 de agosto de 2016    | Zimbábue      | 1–6         | Alemanha       | Olimpíadas 2016 - Futebol Feminino          | 20 521          | [ 26 ]     |
| 9              | 6 de agosto de 2016    | Canadá        | 3–1         | Zimbábue       | Olimpíadas 2016 - Futebol Feminino          | 30 295          | [ 27 ]     |
| 10             | 6 de agosto de 2016    | Alemanha      | 2–2         | Austrália      | Olimpíadas 2016 - Futebol Feminino          | 37 475          |            |
| 11             | 10 de agosto de 2016   | Colômbia      | 2–0         | Nigéria        | Olimpíadas 2016 - Futebol Masculino         | 31 276          | [ 28 ]     |
| 12             | 10 de agosto de 2016   | África do Sul | 1–1         | Iraque         | Olimpíadas 2016 - Futebol Masculino         | 37 742          |            |
| 13             | 12 de agosto de 2016   | Canadá        | 1–0         | França         | Olimpíadas 2016 - Futebol Feminino          | 38 688          | [ 29 ]     |
| 14             | 13 de agosto de 2016   | Brasil        | 2–0         | Colômbia       | Olimpíadas 2016 - Futebol Masculino         | 41 560          | [ 30 ]     |
| 15             | 17 de agosto de 2016   | Nigéria       | 0–2         | Alemanha       | Olimpíadas 2016 - Futebol Masculino         | 35 562          | [ 31 ]     |
| 16             | 19 de agosto de 2016   | Brasil        | 1–2         | Canadá         | Olimpíadas 2016 - Futebol Feminino          | 39 718          | [ 32 ]     |
| 17             | 28 de março de 2017    | Brasil        | 3–0         | Paraguai       | Eliminatórias da Copa do Mundo FIFA de 2018 | 44 378          | [ 33 ]     |
| 18             | 22 de junho de 2019    | Peru          | 0–5         | Brasil         | Copa América de 2019                        | 42 317          | [ 34 ]     |
| 19             | 28 de junho de 2019    | Colômbia      | (4) 0–0 (5) | Chile          | Copa América de 2019                        | 41 692          | [ 35 ]     |
| 20             | 6 de julho de 2019     | Argentina     | 2–1         | Chile          | Copa América de 2019                        | 41 573          | [ 36 ]     |
| 21             | 12 de dezembro de 2019 | Brasil        | 6–0         | México         | Amistoso Feminino                           | 4 993           | [ 37 ]     |
| 22             | 9 de outubro de 2020   | Brasil        | 5–0         | Bolívia        | Eliminatórias da Copa do Mundo FIFA de 2022 | Sem público     | [ 38 ]     |
| 23             | 27 de novembro de 2020 | Brasil        | 6–0         | Equador        | Amistoso Feminino                           | Sem público     | [ 39 ]     |
| 24             | 11 de novembro de 2021 | Brasil        | 1–0         | Colômbia       | Eliminatórias da Copa do Mundo FIFA de 2022 | 22 080          | [ 40 ]     |
| 25             | 15 de novembro de 2022 | Brasil        | 2–1         | Canadá         | Amistoso Feminino                           | 19 586          |            |
| 26             | 30 de novembro de 2023 | Brasil        | 4–3         | Japão          | Amistoso Feminino                           | 7 429           | [ 41 ]     |
| 27             | 30 de maio de 2025     | Brasil        | 3–1         | Japão          | Amistoso Feminino                           | 33 325          | [ 42 ]     |
| 28             | 10 de junho de 2025    | Brasil        | 1–0         | Paraguai       | Eliminatórias da Copa do Mundo FIFA de 2026 | 46 014          | [ 43 ]     |
| .              | .                      | TOTAL         | 84 gols     | .              | .                                           | 1 012 338       |            |

## Partidas do Corinthians

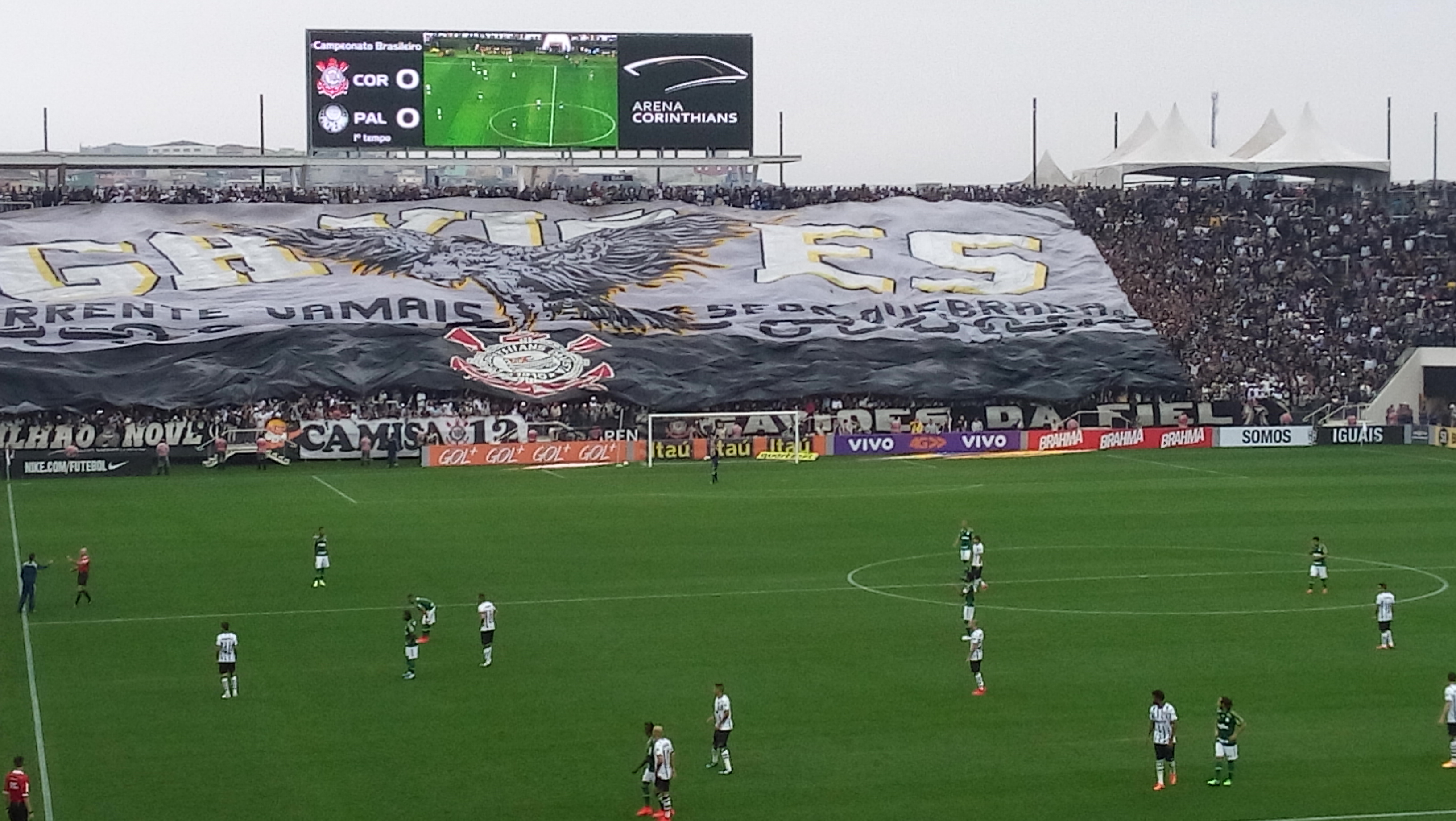
Derby Paulista na Arena Corinthians, pelo Brasileirão 2015

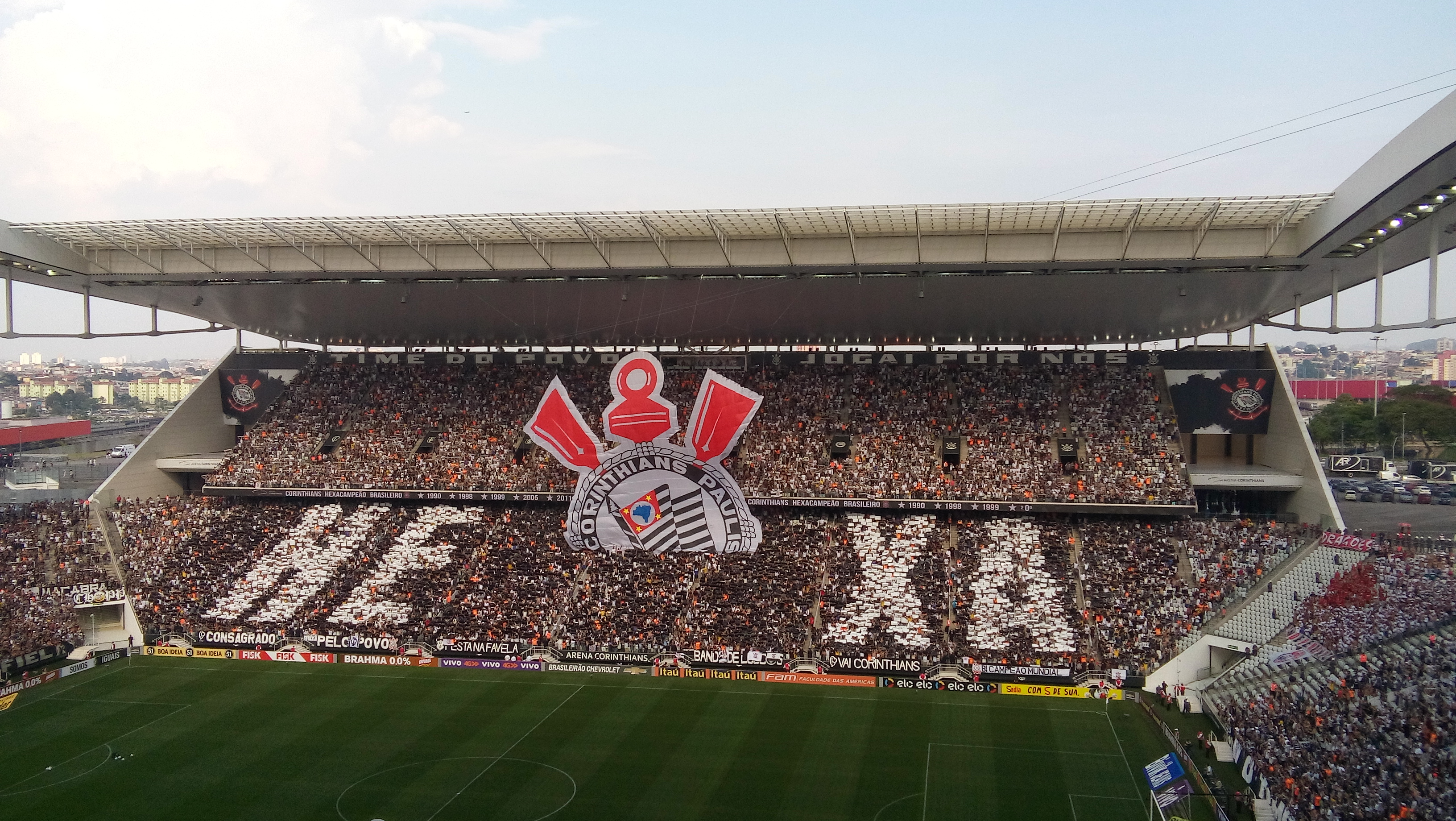
Mosaico 3D da Fiel Torcida, exibido no Majestoso, pelo Brasileirão 2015

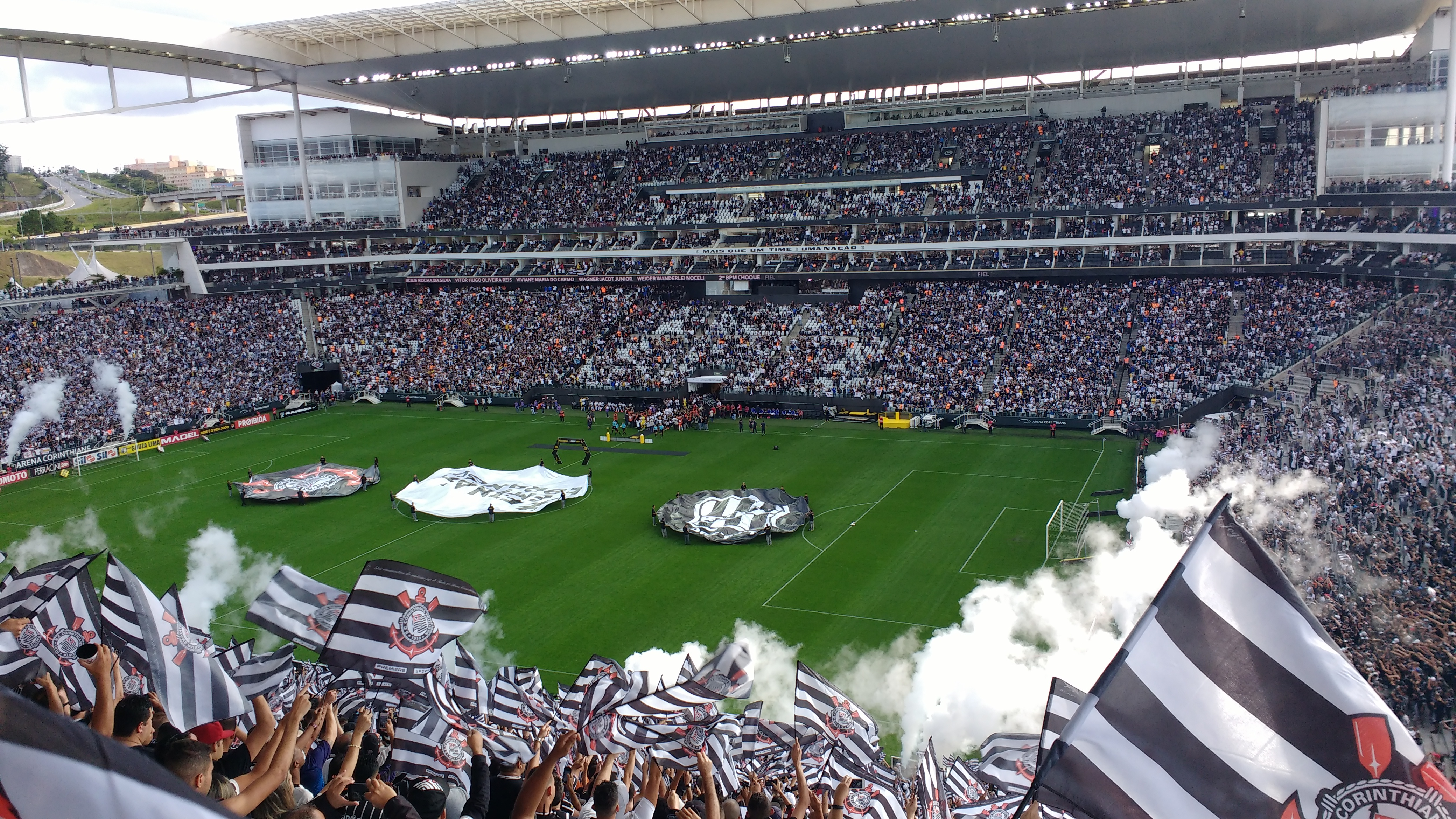
Primeiro título conquistado pelo Corinthians, na final do Paulistão 2017.

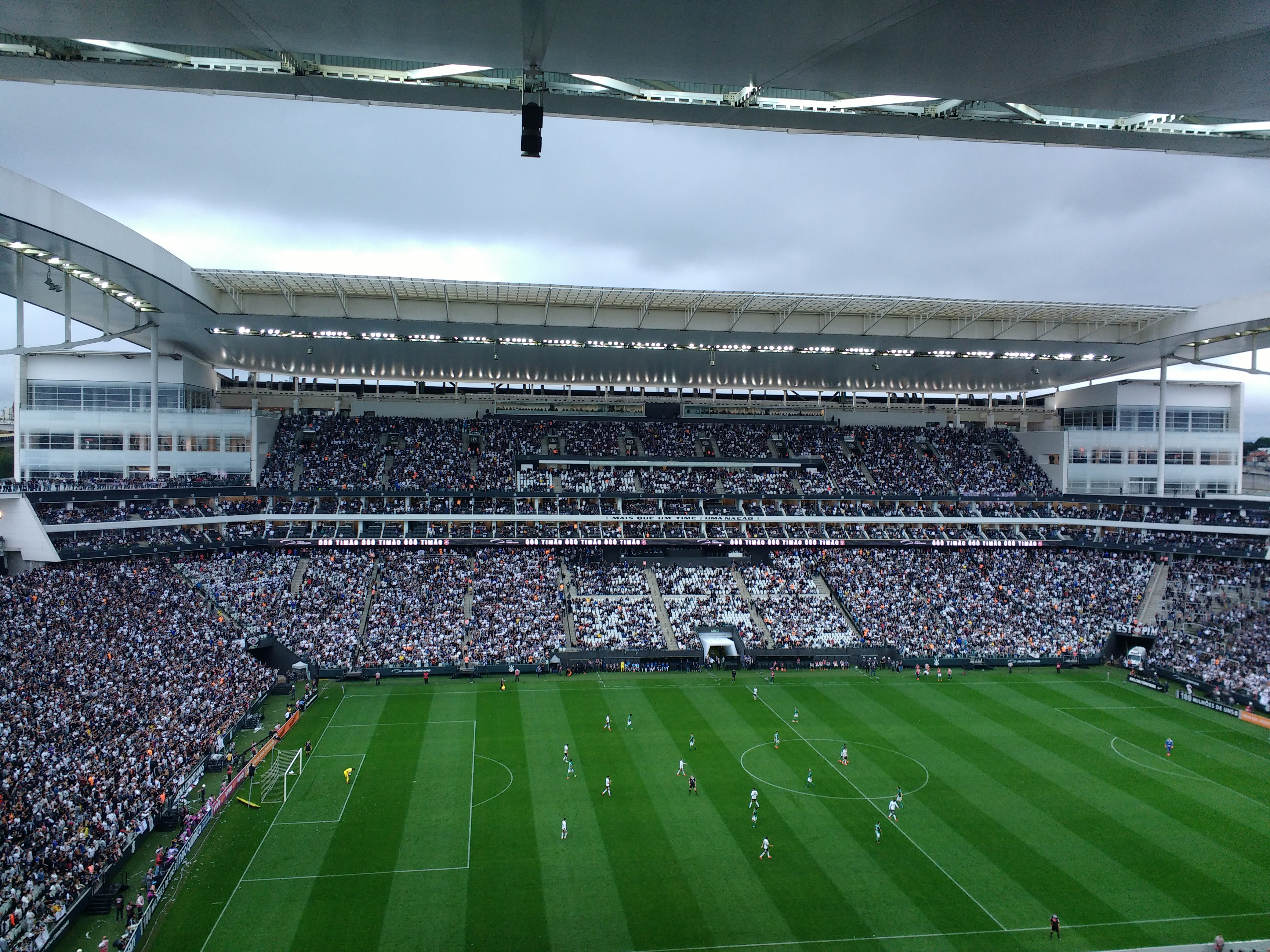
Derby Paulista na Arena Corinthians, pelo Brasileirão de 2017, com recorde de público (46.090 pagantes)

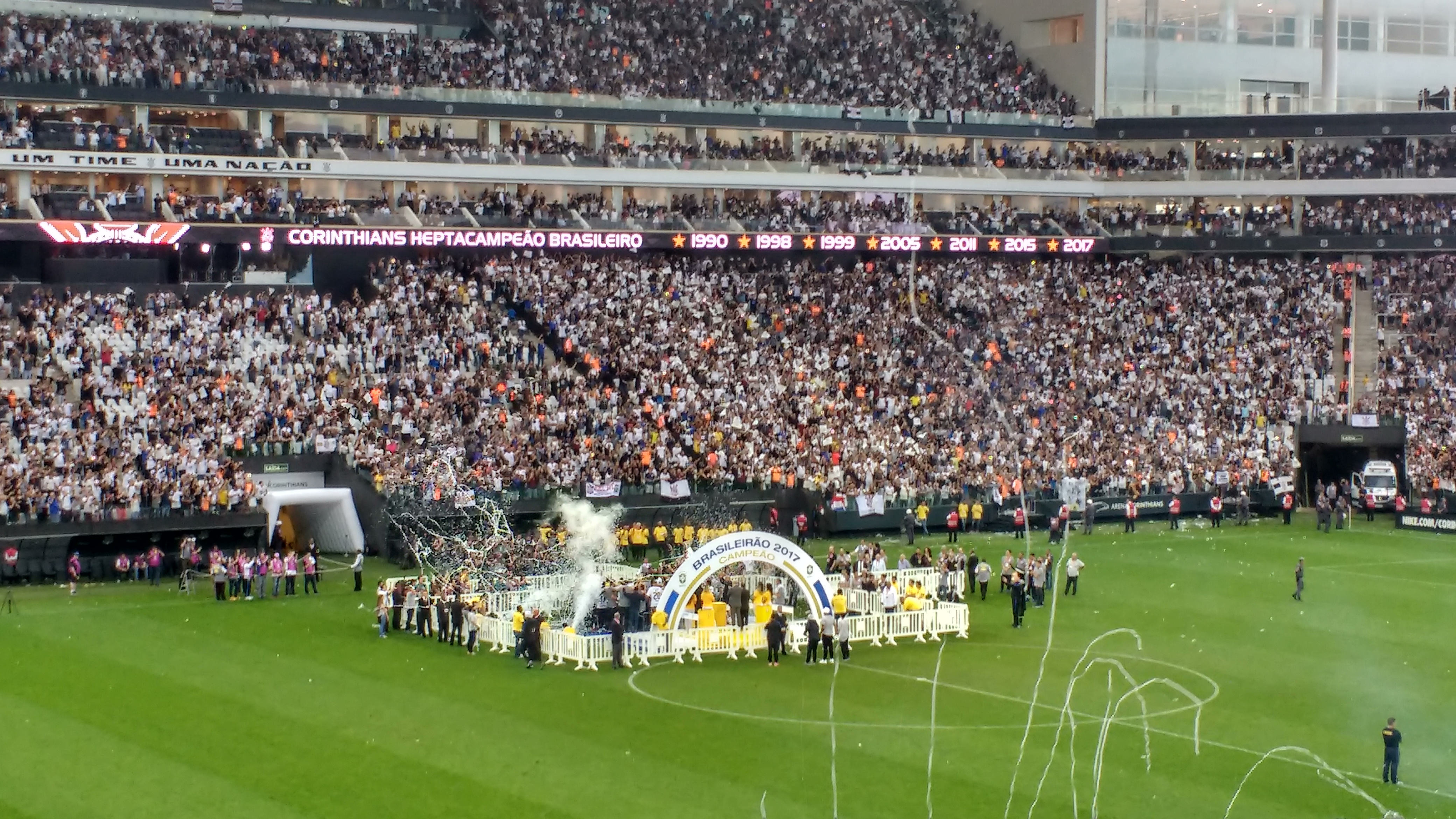
Festa do Hepta, entrega da Taça na Arena Corinthians!

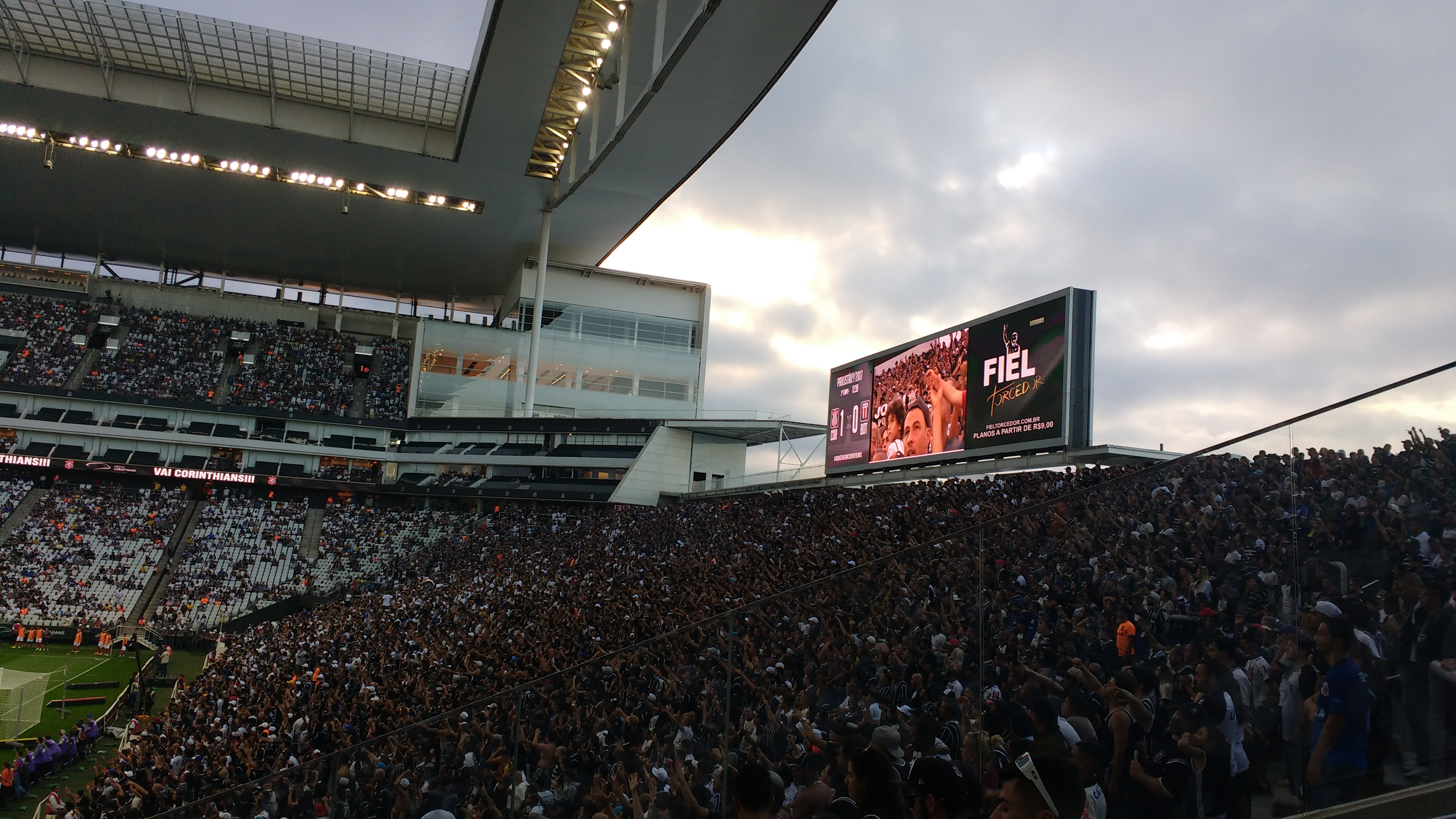
Setor Norte destinado a área das torcidas organizadas do Corinthians.

### Estatísticas da equipe masculina
Última atualização: 30 de julho de 2025
Quadro geral por ano
- a.^ Desconsidera-se jogos sem público por conta da pandemia de COVID-19 entre 2020 e 2021, e, em 2023, o jogo com portões fechados por conta da punição devido aos gritos homofóbicos vindos das arquibancadas.[44]

Quadro geral por competição
Quadro quantitativo de público e renda
| Total de jogos | Total de pagantes | Média de pagantes | Renda total (R$) | Renda média (R$) | Ticket médio (R$) |
| -------------- | ----------------- | ----------------- | ---------------- | ---------------- | ----------------- |
| 386            | 12.035.969        | 35.609            | 709.431.535,17   | 2.098.909,87     | 58,94             |

### Jogadores que mais atuaram na arena
Última atualização: 3 de agosto de 2025
Em negrito são os jogadores que ainda atuam pelo Sport Club Corinthians Paulista
|   | Jogador | Posição    | Jogos |
| - | ------- | ---------- | ----- |
| 1 | Cássio  | Goleiro    | 289   |
| 2 | Fagner  | Lateral    | 281   |
| 3 | Romero  | Atacante   | 175   |
| 4 | Gil     | Zagueiro   | 174   |
| 5 | Jadson  | Meio-campo | 112   |

### Maiores artilheiros
Última atualização: 3 de agosto de 2025
Em negrito são os jogadores que ainda atuam pelo Sport Club Corinthians Paulista
| Rank. | Jogador          | Posição          | Gols | Partidas | Média de gols por jogo |
| ----- | ---------------- | ---------------- | ---- | -------- | ---------------------- |
| 1     | Yuri Alberto     | Centroavante     | 45   | 97       | 0,46                   |
| 2     | Romero           | Atacante         | 43   | 175      | 0,25                   |
| 3     | Róger Guedes     | Atacante         | 31   | 64       | 0,48                   |
| 4     | Jô               | Centroavante     | 30   | 84       | 0,36                   |
| 5     | Jadson           | Meia             | 24   | 112      | 0,21                   |
| 6     | Renato Augusto   | Meia             | 17   | 107      | 0,16                   |
| 7     | Guerrero         | Centroavante     | 15   | 25       | 0,6                    |
| 7     | Gustavo Mosquito | Atacante         | 15   | 89       | 0,17                   |
| 9     | Rodriguinho      | Meia             | 14   | 76       | 0,18                   |
| 10    | Vágner Love      | Centroavante     | 13   | 61       | 0,21                   |
| 10    | Fábio Santos     | Lateral-esquerdo | 13   | 107      | 0,12                   |
| 10    | Gil              | Zagueiro         | 13   | 174      | 0,07                   |

### Maiores goleadas
| Nº | Mandante    | Placar | Visitante          | Competição          | Data                   |
| -- | ----------- | ------ | ------------------ | ------------------- | ---------------------- |
| 1  | Corinthians | 6–0    | Cobresal           | Libertadores 2016   | 20 de abril de 2016    |
| 2  | Corinthians | 6–1    | São Paulo          | Brasileirão 2015    | 22 de novembro de 2015 |
| 3  | Corinthians | 5–0    | Fluminense         | Brasileirão 2020    | 13 de janeiro de 2021  |
| 4  | Corinthians | 5–0    | Sport Huancayo     | Sul-Americana 2021  | 20 de maio de 2021     |
| 5  | Corinthians | 5–0    | Ponte Preta        | Paulistão 2022      | 12 de março de 2022    |
| 6  | Corinthians | 1–5    | Flamengo           | Brasileirão 2020    | 18 de outubro de 2020  |
| 7  | Corinthians | 1–5    | Bahia              | Brasileirão 2023    | 24 de novembro de 2023 |
| 8  | Corinthians | 4–0    | Once Caldas        | Libertadores 2015   | 4 de fevereiro de 2015 |
| 9  | Corinthians | 4–0    | Danubio            | Libertadores 2015   | 1 de abril de 2015     |
| 10 | Corinthians | 4–0    | Linense            | Paulistão 2016      | 19 de março de 2016    |
| 11 | Corinthians | 4–0    | Red Bull Brasil    | Paulistão 2016      | 16 de abril de 2016    |
| 12 | Corinthians | 4–0    | Flamengo           | Brasileirão 2016    | 3 de julho de 2016     |
| 13 | Corinthians | 4–0    | River Plate        | Sul-Americana 2021  | 26 de maio de 2021     |
| 14 | Corinthians | 4–0    | Santos             | Copa do Brasil 2022 | 22 de junho de 2022    |
| 15 | Corinthians | 4–0    | Nacional           | Sul-Americana 2024  | 9 de abril de 2024     |
| 16 | Corinthians | 4–0    | Argentinos Juniors | Sul-Americana 2024  | 14 de maio de 2024     |

### Maiores públicos
Os cinco maiores públicos
| Nº | Público Pagante | Público Total | Mandante    | Placar | Visitante | Competição          | Data                    | Ref    |
| -- | --------------- | ------------- | ----------- | ------ | --------- | ------------------- | ----------------------- | ------ |
| 1  | 48 196          | 48 932        | Corinthians | 0–0    | Palmeiras | Paulistão 2025      | 27 de março de 2025     | [ 4 ]  |
| 2  | 47 695          | 48 169        | Corinthians | 2–1    | Santos    | Paulistão 2025      | 12 de fevereiro de 2025 | [ 45 ] |
| 3  | 47 472          | 48 046        | Corinthians | 2–1    | Santos    | Paulistão 2025      | 9 de março de 2025      | [ 46 ] |
| 4  | 46 535          | 46 932        | Corinthians | 1–0    | Santos    | Brasileirão 2025    | 18 de maio de 2025      | [ 47 ] |
| 5  | 46 517          | 46 955        | Corinthians | 2–1    | São Paulo | Copa do Brasil 2023 | 25 de julho de 2023     | [ 48 ] |

### Maiores rendas
As cinco maiores rendas
| Nº | Renda           | Mandante    | Placar | Visitante | Competição          | Data                  | Ref    |
| -- | --------------- | ----------- | ------ | --------- | ------------------- | --------------------- | ------ |
| 1  | R$ 5 386 291,50 | Corinthians | 0–2    | Flamengo  | Libertadores 2022   | 2 de agosto de 2022   | [ 49 ] |
| 2  | R$ 5 108 151,00 | Corinthians | 1–2    | Cruzeiro  | Copa do Brasil 2018 | 17 de outubro de 2018 | [ 50 ] |
| 3  | R$ 5 014 884,00 | Corinthians | 2–1    | São Paulo | Paulistão 2019      | 21 de abril de 2019   | [ 51 ] |
| 4  | R$ 4 665 153,00 | Corinthians | 0–0    | Flamengo  | Copa do Brasil 2022 | 12 de outubro de 2022 | [ 52 ] |
| 5  | R$ 4 638 125,50 | Corinthians | 0–0    | Palmeiras | Paulistão 2025      | 27 de março de 2025   | [ 4 ]  |

### Finais disputadas
| Competição          | Público | Partida                     | Data                  | Campeão     |
| ------------------- | ------- | --------------------------- | --------------------- | ----------- |
| Paulistão 2017      | 46 017  | Corinthians 1–1 Ponte Preta | 7 de maio de 2017     | Corinthians |
| Copa do Brasil 2018 | 45 978  | Corinthians 1–2 Cruzeiro    | 17 de outubro de 2018 | Cruzeiro    |
| Paulistão 2019      | 46 481  | Corinthians 2–1 São Paulo   | 21 de abril de 2019   | Corinthians |
| Paulistão 2025      | 48 196  | Corinthians 0–0 Palmeiras   | 27 de março de 2025   | Corinthians |

### Lista de jogos
| Lista de Jogos |                         |               |             |                               |                       |                 |                  |            |
| Jogo           | Data                    | Time mandante | Placar      | Time visitante                | Competição            | Público pagante | Renda (em reais) | Referência |
| 1              | 18 de maio de 2014      | Corinthians   | 0–1         | Figueirense                   | Brasileirão 2014      | 36 123          | 3 029 801,70     | [ 53 ]     |
| 2              | 1 de junho de 2014      | Corinthians   | 1–1         | Botafogo                      | Brasileirão 2014      | 37 119          | 2 616 819,50     | [ 54 ]     |
| 3              | 17 de julho de 2014     | Corinthians   | 2–1         | Internacional                 | Brasileirão 2014      | 32 644          | 2 556 385,50     | [ 55 ]     |
| 4              | 23 de julho de 2014     | Corinthians   | 3–0         | Bahia                         | Copa do Brasil 2014   | 24 252          | 1 389 973,50     | [ 56 ]     |
| 5              | 27 de julho de 2014     | Corinthians   | 2–0         | Palmeiras                     | Brasileirão 2014      | 31 031          | 2 206 184,00     | [ 57 ]     |
| 6              | 16 de agosto de 2014    | Corinthians   | 1–1         | Bahia                         | Brasileirão 2014      | 30 819          | 2 096 056,00     | [ 58 ]     |
| 7              | 21 de agosto de 2014    | Corinthians   | 5–2         | Goiás                         | Brasileirão 2014      | 26 486          | 1 465 164,00     | [ 59 ]     |
| 8              | 31 de agosto de 2014    | Corinthians   | 1–1         | Fluminense                    | Brasileirão 2014      | 34 889          | 2 519 703,00     | [ 60 ]     |
| 9              | 3 de setembro de 2014   | Corinthians   | 3–1         | Bragantino                    | Copa do Brasil 2014   | 27 817          | 1 497 128,00     | [ 61 ]     |
| 10             | 11 de setembro de 2014  | Corinthians   | 1–0         | Atlético Mineiro              | Brasileirão 2014      | 24 784          | 1 335 654,50     | [ 62 ]     |
| 11             | 18 de setembro de 2014  | Corinthians   | 1–1         | Chapecoense                   | Brasileirão 2014      | 25 537          | 1 359 473,00     | [ 63 ]     |
| 12             | 21 de setembro de 2014  | Corinthians   | 3–2         | São Paulo                     | Brasileirão 2014      | 34 688          | 2 405 986,50     | [ 64 ]     |
| 13             | 1 de outubro de 2014    | Corinthians   | 2–0         | Atlético Mineiro              | Copa do Brasil 2014   | 27 457          | 1 495 296,00     | [ 65 ]     |
| 14             | 4 de outubro de 2014    | Corinthians   | 3–0         | Sport Recife                  | Brasileirão 2014      | 29 238          | 1 650 086,50     | [ 66 ]     |
| 15             | 1 de novembro de 2014   | Corinthians   | 2–2         | Coritiba                      | Brasileirão 2014      | 28 099          | 1 601 342,50     | [ 67 ]     |
| 16             | 9 de novembro de 2014   | Corinthians   | 1–0         | Santos                        | Brasileirão 2014      | 31 089          | 1 886 861,00     | [ 68 ]     |
| 17             | 23 de novembro de 2014  | Corinthians   | 1–0         | Grêmio                        | Brasileirão 2014      | 36 307          | 2 644 690,00     | [ 69 ]     |
| 18             | 6 de dezembro de 2014   | Corinthians   | 2–1         | Criciúma                      | Brasileirão 2014      | 38 044          | 2 753 362,50     | [ 70 ]     |
| 19             | 24 de janeiro de 2015   | Corinthians   | 3–0         | Corinthian-Casuals (ING)      | Amistoso              | 22 572          | 974 904,95       | [ 71 ]     |
| 20             | 1 de fevereiro de 2015  | Corinthians   | 3–0         | Marília                       | Paulistão 2015        | 25 582          | 1 116 056,85     | [ 72 ]     |
| 21             | 4 de fevereiro de 2015  | Corinthians   | 4–0         | Once Caldas (COL)             | Libertadores 2015     | 35 757          | 2 436 745,75     | [ 73 ]     |
| 22             | 14 de fevereiro de 2015 | Corinthians   | 2–1         | Botafogo-SP                   | Paulistão 2015        | 27 060          | 1 203 003,70     | [ 74 ]     |
| 23             | 18 de fevereiro de 2015 | Corinthians   | 2–0         | São Paulo                     | Libertadores 2015     | 38 029          | 3 528 236,00     | [ 75 ]     |
| 24             | 1 de março de 2015      | Corinthians   | 3–0         | Mogi Mirim                    | Paulistão 2015        | 29 442          | 1 449 441,65     | [ 76 ]     |
| 25             | 11 de março de 2015     | Corinthians   | 1–0         | São Bernardo                  | Paulistão 2015        | 23 484          | 926 987,45       | [ 77 ]     |
| 26             | 14 de março de 2015     | Corinthians   | 0–0         | Red Bull Brasil               | Paulistão 2015        | 31 471          | 1 569 799,20     | [ 78 ]     |
| 27             | 24 de março de 2015     | Corinthians   | 2–0         | Portuguesa                    | Paulistão 2015        | 20 050          | 1 008 915,95     | [ 79 ]     |
| 28             | 26 de março de 2015     | Corinthians   | 5–3         | Penapolense                   | Paulistão 2015        | 27 175          | 1 113 002,95     | [ 80 ]     |
| 29             | 1 de abril de 2015      | Corinthians   | 4–0         | Danubio (URU)                 | Libertadores 2015     | 38 471          | 3 283 955,50     | [ 81 ]     |
| 30             | 5 de abril de 2015      | Corinthians   | 1–1         | Santos                        | Paulistão 2015        | 32 199          | 1 833 746,95     | [ 82 ]     |
| 31             | 11 de abril de 2015     | Corinthians   | 1–0         | Ponte Preta                   | Paulistão 2015        | 32 438          | 2 283 546,00     | [ 83 ]     |
| 32             | 16 de abril de 2015     | Corinthians   | 0–0         | San Lorenzo (ARG)             | Libertadores 2015     | 40 744          | 3 329 516,50     | [ 84 ]     |
| 33             | 19 de abril de 2015     | Corinthians   | (5) 2–2 (6) | Palmeiras                     | Paulistão 2015        | 38 457          | 3 194 302,50     | [ 85 ]     |
| 34             | 13 de maio de 2015      | Corinthians   | 0–1         | Guaraní (PAR)                 | Libertadores 2015     | 39 806          | 3 327 731,50     | [ 86 ]     |
| 35             | 31 de maio de 2015      | Corinthians   | 0–2         | Palmeiras                     | Brasileirão 2015      | 29 479          | 1 784 531,76     | [ 87 ]     |
| 36             | 13 de junho de 2015     | Corinthians   | 2–1         | Internacional                 | Brasileirão 2015      | 27 270          | 1 488 978,75     | [ 88 ]     |
| 37             | 27 de junho de 2015     | Corinthians   | 2–1         | Figueirense                   | Brasileirão 2015      | 24 786          | 1 252 246,25     | [ 89 ]     |
| 38             | 2 de julho de 2015      | Corinthians   | 2–0         | Ponte Preta                   | Brasileirão 2015      | 26 649          | 1 308 449,00     | [ 90 ]     |
| 39             | 9 de julho de 2015      | Corinthians   | 2–0         | Atlético Paranaense           | Brasileirão 2015      | 32 442          | 1 861 072,76     | [ 91 ]     |
| 40             | 18 de julho de 2015     | Corinthians   | 1–0         | Atlético Mineiro              | Brasileirão 2015      | 36 280          | 2 376 803,50     | [ 92 ]     |
| 41             | 29 de julho de 2015     | Corinthians   | 3–0         | Vasco da Gama                 | Brasileirão 2015      | 30 340          | 1 608 159,76     | [ 93 ]     |
| 42             | 12 de agosto de 2015    | Corinthians   | 4–3         | Sport Recife                  | Brasileirão 2015      | 30 941          | 1 671 129,76     | [ 94 ]     |
| 43             | 23 de agosto de 2015    | Corinthians   | 3–0         | Cruzeiro                      | Brasileirão 2015      | 41 014          | 2 671 941,50     | [ 95 ]     |
| 44             | 26 de agosto de 2015    | Corinthians   | 1–2         | Santos                        | Copa do Brasil 2015   | 37 338          | 2 353 824,50     | [ 96 ]     |
| 45             | 2 de setembro de 2015   | Corinthians   | 2–0         | Fluminense                    | Brasileirão 2015      | 29 328          | 1 553 141,50     | [ 97 ]     |
| 46             | 9 de setembro de 2015   | Corinthians   | 1–1         | Grêmio                        | Brasileirão 2015      | 30 126          | 1 635 173,50     | [ 98 ]     |
| 47             | 13 de setembro de 2015  | Corinthians   | 3–0         | Joinville                     | Brasileirão 2015      | 41 809          | 2 679 187,00     | [ 99 ]     |
| 48             | 20 de setembro de 2015  | Corinthians   | 2–0         | Santos                        | Brasileirão 2015      | 41 748          | 2 649 100,00     | [ 100 ]    |
| 49             | 15 de outubro de 2015   | Corinthians   | 3–0         | Goiás                         | Brasileirão 2015      | 40 925          | 2 561 055,50     | [ 101 ]    |
| 50             | 25 de outubro de 2015   | Corinthians   | 1–0         | Flamengo                      | Brasileirão 2015      | 43 515          | 2 747 175,00     | [ 102 ]    |
| 51             | 7 de novembro de 2015   | Corinthians   | 2–1         | Coritiba                      | Brasileirão 2015      | 43 688          | 2 772 735,00     | [ 103 ]    |
| 52             | 22 de novembro de 2015  | Corinthians   | 6–1         | São Paulo                     | Brasileirão 2015      | 44 976          | 2 939 497,50     | [ 104 ]    |
| 53             | 6 de dezembro de 2015   | Corinthians   | 1–1         | Avaí                          | Brasileirão 2015      | 43 389          | 2 678 940,00     | [ 105 ]    |
| 54             | 31 de janeiro de 2016   | Corinthians   | 1–0         | XV de Piracicaba              | Paulistão 2016        | 30 945          | 1 643 455,00     | [ 106 ]    |
| 55             | 11 de fevereiro de 2016 | Corinthians   | 2–1         | Capivariano                   | Paulistão 2016        | 23 143          | 1 113 209,00     | [ 107 ]    |
| 56             | 14 de fevereiro de 2016 | Corinthians   | 2–0         | São Paulo                     | Paulistão 2016        | 36 378          | 2 050 496,50     | [ 108 ]    |
| 57             | 27 de fevereiro de 2016 | Corinthians   | 1–0         | Oeste                         | Paulistão 2016        | 28 717          | 1 460 902,00     | [ 109 ]    |
| 58             | 2 de março de 2016      | Corinthians   | 1–0         | Santa Fe (COL)                | Libertadores 2016     | 38 818          | 2 438 460,00     | [ 110 ]    |
| 59             | 16 de março de 2016     | Corinthians   | 2–0         | Cerro Porteño (PAR)           | Libertadores 2016     | 42 403          | 2 751 709,00     | [ 111 ]    |
| 60             | 19 de março de 2016     | Corinthians   | 4–0         | Linense                       | Paulistão 2016        | 31 334          | 1 711 408,00     | [ 112 ]    |
| 61             | 26 de março de 2016     | Corinthians   | 1–0         | Ituano                        | Paulistão 2016        | 28 491          | 1 442 312,00     | [ 113 ]    |
| 62             | 30 de março de 2016     | Corinthians   | 2–1         | Ponte Preta                   | Paulistão 2016        | 22 029          | 1 023 757,50     | [ 114 ]    |
| 63             | 10 de abril de 2016     | Corinthians   | 3–0         | Novorizontino                 | Paulistão 2016        | 30 475          | 1 580 493,50     | [ 115 ]    |
| 64             | 16 de abril de 2016     | Corinthians   | 4–0         | Red Bull Brasil               | Paulistão 2016        | 36 957          | 1 948 897,50     | [ 116 ]    |
| 65             | 20 de abril de 2016     | Corinthians   | 6–0         | Cobresal (CHI)                | Libertadores 2016     | 41 710          | 2 635 754,50     | [ 117 ]    |
| 66             | 23 de abril de 2016     | Corinthians   | (1) 2–2 (4) | Audax Osasco                  | Paulistão 2016        | 41 313          | 2 574 271,00     | [ 118 ]    |
| 67             | 4 de maio de 2016       | Corinthians   | 2–2         | Nacional (URU)                | Libertadores 2016     | 43 098          | 2 888 299,19     | [ 119 ]    |
| 68             | 15 de maio de 2016      | Corinthians   | 0–0         | Grêmio                        | Brasileirão 2016      | 31 533          | 1 627 511,00     | [ 120 ]    |
| 69             | 26 de maio de 2016      | Corinthians   | 3–0         | Ponte Preta                   | Brasileirão 2016      | 35 573          | 2 059 840,00     | [ 121 ]    |
| 70             | 1 de junho de 2016      | Corinthians   | 1–0         | Santos                        | Brasileirão 2016      | 30 187          | 1 460 047,00     | [ 122 ]    |
| 71             | 4 de junho de 2016      | Corinthians   | 2–1         | Coritiba                      | Brasileirão 2016      | 26 958          | 1 312 962,00     | [ 123 ]    |
| 72             | 19 de junho de 2016     | Corinthians   | 3–1         | Botafogo                      | Brasileirão 2016      | 34 747          | 2 023 396,50     | [ 124 ]    |
| 73             | 25 de junho de 2016     | Corinthians   | 2–1         | Santa Cruz                    | Brasileirão 2016      | 25 501          | 1 384 144,00     | [ 125 ]    |
| 74             | 3 de julho de 2016      | Corinthians   | 4–0         | Flamengo                      | Brasileirão 2016      | 32 577          | 2 025 123,50     | [ 126 ]    |
| 75             | 17 de julho de 2016     | Corinthians   | 1–1         | São Paulo                     | Brasileirão 2016      | 42 099          | 2 620 166,00     | [ 127 ]    |
| 76             | 23 de julho de 2016     | Corinthians   | 1–1         | Figueirense                   | Brasileirão 2016      | 38 507          | 2 513 051,50     | [ 128 ]    |
| 77             | 22 de agosto de 2016    | Corinthians   | 2–1         | Vitória                       | Brasileirão 2016      | 20 207          | 930 524,00       | [ 129 ]    |
| 78             | 8 de setembro de 2016   | Corinthians   | 3–0         | Sport Recife                  | Brasileirão 2016      | 24 360          | 1 163 355,50     | [ 130 ]    |
| 79             | 18 de setembro de 2016  | Corinthians   | 0–2         | Palmeiras                     | Brasileirão 2016      | 39 879          | 2 344 829,00     | [ 131 ]    |
| 80             | 21 de setembro de 2016  | Corinthians   | 1–0         | Fluminense                    | Copa do Brasil 2016   | 20 614          | 1 103 889,50     | [ 132 ]    |
| 81             | 25 de setembro de 2016  | Corinthians   | 0–1         | Fluminense                    | Brasileirão 2016      | 18 838          | 914 005,50       | [ 133 ]    |
| 82             | 28 de setembro de 2016  | Corinthians   | 2–1         | Cruzeiro                      | Copa do Brasil 2016   | 18 796          | 961 342,00       | [ 134 ]    |
| 83             | 5 de outubro de 2016    | Corinthians   | 0–0         | Atlético Mineiro              | Brasileirão 2016      | 17 135          | 760 443,00       | [ 135 ]    |
| 84             | 16 de outubro de 2016   | Corinthians   | 2–0         | América Mineiro               | Brasileirão 2016      | 25 741          | 1 285 708,00     | [ 136 ]    |
| 85             | 29 de outubro de 2016   | Corinthians   | 1–1         | Chapecoense                   | Brasileirão 2016      | 25 064          | 1 247 140,00     | [ 137 ]    |
| 86             | 21 de novembro de 2016  | Corinthians   | 1–0         | Internacional                 | Brasileirão 2016      | 19 493          | 907 362,50       | [ 138 ]    |
| 87             | 26 de novembro de 2016  | Corinthians   | 0–0         | Atlético Paranaense           | Brasileirão 2016      | 24 701          | 1 291 293,00     | [ 139 ]    |
| 88             | 1 de fevereiro de 2017  | Corinthians   | 1–0         | Ferroviária                   | Amistoso              | 21 956          | 365 603,00       | [ 140 ]    |
| 89             | 11 de fevereiro de 2017 | Corinthians   | 0–2         | Santo André                   | Paulistão 2017        | 18 046          | 798 997,30       | [ 141 ]    |
| 90             | 14 de fevereiro de 2017 | Corinthians   | 1–0         | Novorizontino                 | Paulistão 2017        | 11 708          | 473 376,10       | [ 142 ]    |
| 91             | 22 de fevereiro de 2017 | Corinthians   | 1–0         | Palmeiras                     | Paulistão 2017        | 30 727          | 1 535 887,00     | [ 143 ]    |
| 92             | 4 de março de 2017      | Corinthians   | 1–0         | Santos                        | Paulistão 2017        | 36 111          | 1 991 856,80     | [ 144 ]    |
| 93             | 16 de março de 2017     | Corinthians   | 1–1         | Luverdense                    | Copa do Brasil 2017   | 25 082          | 941 324,10       | [ 145 ]    |
| 94             | 23 de março de 2017     | Corinthians   | 1–1         | Red Bull Brasil               | Paulistão 2017        | 16 861          | 675 886,90       | [ 146 ]    |
| 95             | 29 de março de 2017     | Corinthians   | 3–1         | Linense                       | Paulistão 2017        | 12 159          | 471 297,90       | [ 147 ]    |
| 96             | 5 de abril de 2017      | Corinthians   | 2–0         | Universidad de Chile (CHI)    | Sul-Americana 2017    | 22 661          | 982 780,90       | [ 148 ]    |
| 97             | 9 de abril de 2017      | Corinthians   | 1–0         | Botafogo-SP                   | Paulistão 2017        | 33 491          | 1 681 481,10     | [ 149 ]    |
| 98             | 19 de abril de 2017     | Corinthians   | (3) 1–1 (4) | Internacional                 | Copa do Brasil 2017   | 32 352          | 1 639 381,20     | [ 150 ]    |
| 99             | 23 de abril de 2017     | Corinthians   | 1–1         | São Paulo                     | Paulistão 2017        | 43 008          | 2 667 936,30     | [ 151 ]    |
| 100            | 7 de maio de 2017       | Corinthians   | 1–1         | Ponte Preta                   | Paulistão 2017        | 46 017          | 2 667 936,30     | [ 152 ]    |
| 101            | 13 de maio de 2017      | Corinthians   | 1–1         | Chapecoense                   | Brasileirão 2017      | 31 470          | 1 477 730,80     | [ 153 ]    |
| 102            | 3 de junho de 2017      | Corinthians   | 2–0         | Santos                        | Brasileirão 2017      | 40 169          | 2 110 601,50     | [ 154 ]    |
| 103            | 11 de junho de 2017     | Corinthians   | 3–2         | São Paulo                     | Brasileirão 2017      | 42 443          | 2 386 356,40     | [ 155 ]    |
| 104            | 14 de junho de 2017     | Corinthians   | 1–0         | Cruzeiro                      | Brasileirão 2017      | 30 465          | 1 462 205,40     | [ 156 ]    |
| 105            | 22 de junho de 2017     | Corinthians   | 3–0         | Bahia                         | Brasileirão 2017      | 34 250          | 1 504 387,20     | [ 157 ]    |
| 106            | 2 de julho de 2017      | Corinthians   | 1–0         | Botafogo                      | Brasileirão 2017      | 40 341          | 2 235 726,00     | [ 158 ]    |
| 107            | 8 de julho de 2017      | Corinthians   | 2–0         | Ponte Preta                   | Brasileirão 2017      | 32 877          | 1 974 902,30     | [ 159 ]    |
| 108            | 15 de julho de 2017     | Corinthians   | 2–2         | Atlético Paranaense           | Brasileirão 2017      | 41 201          | 2 403 003,90     | [ 160 ]    |
| 109            | 26 de julho de 2017     | Corinthians   | 2–0         | Patriotas (COL)               | Sul-Americana 2017    | 34 472          | 1 593 595,90     | [ 161 ]    |
| 110            | 30 de julho de 2017     | Corinthians   | 1–1         | Flamengo                      | Brasileirão 2017      | 44 682          | 2 823 378,80     | [ 162 ]    |
| 111            | 5 de agosto de 2017     | Corinthians   | 3–1         | Sport Recife                  | Brasileirão 2017      | 41 279          | 2 580 574,90     | [ 163 ]    |
| 112            | 19 de agosto de 2017    | Corinthians   | 0–1         | Vitória                       | Brasileirão 2017      | 42 075          | 2 446 519,40     | [ 164 ]    |
| 113            | 26 de agosto de 2017    | Corinthians   | 0–1         | Atlético Goianiense           | Brasileirão 2017      | 40 581          | 2 405 425,90     | [ 165 ]    |
| 114            | 13 de setembro de 2017  | Corinthians   | 1–1         | Racing (ARG)                  | Sul-Americana 2017    | 25 451          | 1 309 947,50     | [ 166 ]    |
| 115            | 17 de setembro de 2017  | Corinthians   | 1–0         | Vasco da Gama                 | Brasileirão 2017      | 41 235          | 2 436 134,70     | [ 167 ]    |
| 116            | 11 de outubro de 2017   | Corinthians   | 3–1         | Coritiba                      | Brasileirão 2017      | 36 439          | 1 872 944,00     | [ 168 ]    |
| 117            | 18 de outubro de 2017   | Corinthians   | 0–0         | Grêmio                        | Brasileirão 2017      | 40 008          | 2 231 124,40     | [ 169 ]    |
| 118            | 5 de novembro de 2017   | Corinthians   | 3–2         | Palmeiras                     | Brasileirão 2017      | 46 090          | 2 908 847,00     | [ 170 ]    |
| 119            | 11 de novembro de 2017  | Corinthians   | 1–0         | Avaí                          | Brasileirão 2017      | 42 732          | 2 739 920,00     | [ 171 ]    |
| 120            | 15 de novembro de 2017  | Corinthians   | 3–1         | Fluminense                    | Brasileirão 2017      | 45 775          | 2 882 688,00     | [ 172 ]    |
| 121            | 26 de novembro de 2017  | Corinthians   | 2–2         | Atlético Mineiro              | Brasileirão 2017      | 46 030          | 2 892 594,00     | [ 173 ]    |
| 122            | 14 de fevereiro de 2018 | Corinthians   | 0–1         | São Bento                     | Paulistão 2018        | 14 493          | 603 122,90       | [ 174 ]    |
| 123            | 24 de fevereiro de 2018 | Corinthians   | 2–0         | Palmeiras                     | Paulistão 2018        | 42 178          | 2 476 111,10     | [ 175 ]    |
| 124            | 7 de março de 2018      | Corinthians   | 1–0         | Mirassol                      | Paulistão 2018        | 15 144          | 611 717,50       | [ 176 ]    |
| 125            | 14 de março de 2018     | Corinthians   | 2–0         | Deportivo Lara (VEN)          | Libertadores 2018     | 31 524          | 2 095 062,95     | [ 177 ]    |
| 126            | 21 de março de 2018     | Corinthians   | 2–0         | Bragantino                    | Paulistão 2018        | 32 930          | 1 554 163,80     | [ 178 ]    |
| 127            | 28 de março de 2018     | Corinthians   | (5) 1–0 (4) | São Paulo                     | Paulistão 2018        | 43 062          | 2 603 440,11     | [ 179 ]    |
| 128            | 31 de março de 2018     | Corinthians   | 0–1         | Palmeiras                     | Paulistão 2018        | 43 535          | 3 182 923,60     | [ 180 ]    |
| 129            | 15 de abril de 2018     | Corinthians   | 2–1         | Fluminense                    | Brasileirão 2018      | 28 777          | 1 372 018,07     | [ 181 ]    |
| 130            | 2 de maio de 2018       | Corinthians   | 1–2         | Independiente (ARG)           | Libertadores 2018     | 34 287          | 2 415 956,35     | [ 182 ]    |
| 131            | 6 de maio de 2018       | Corinthians   | 1–1         | Ceará                         | Brasileirão 2018      | 40 350          | 2 416 706,37     | [ 183 ]    |
| 132            | 10 de maio de 2018      | Corinthians   | 3–1         | Vitória                       | Copa do Brasil 2018   | 29 625          | 1 280 969,60     | [ 184 ]    |
| 133            | 13 de maio de 2018      | Corinthians   | 1–0         | Palmeiras                     | Brasileirão 2018      | 34 967          | 2 006 830,27     | [ 185 ]    |
| 134            | 24 de maio de 2018      | Corinthians   | 0–1         | Millonarios (COL)             | Libertadores 2018     | 30 340          | 2 044 105,52     | [ 186 ]    |
| 135            | 31 de maio de 2018      | Corinthians   | 1–0         | América Mineiro               | Brasileirão 2018      | 34 921          | 1 815 526,97     | [ 187 ]    |
| 136            | 6 de junho de 2018      | Corinthians   | 1–1         | Santos                        | Brasileirão 2018      | 27 586          | 1 249 919,56     | [ 188 ]    |
| 137            | 9 de junho de 2018      | Corinthians   | 0–0         | Vitória                       | Brasileirão 2018      | 27 744          | 1 212 745,36     | [ 189 ]    |
| 138            | 8 de julho de 2018      | Corinthians   | 2–1         | Grêmio                        | Amistoso              | 27 418          | 659 436,90       | [ 190 ]    |
| 139            | 11 de julho de 2018     | Corinthians   | 2–2         | Cruzeiro                      | Amistoso              | 36 830          | 504 421,80       | [ 191 ]    |
| 140            | 18 de julho de 2018     | Corinthians   | 2–0         | Botafogo                      | Brasileirão 2018      | 19 830          | 813 687,13       | [ 192 ]    |
| 141            | 25 de julho de 2018     | Corinthians   | 2–0         | Cruzeiro                      | Brasileirão 2018      | 21 031          | 840 676,01       |            |
| 142            | 1 de agosto de 2018     | Corinthians   | 1–0         | Chapecoense                   | Copa do Brasil 2018   | 23 624          | 931 506,17       |            |
| 143            | 4 de agosto de 2018     | Corinthians   | 0–0         | Athletico Paranaense          | Brasileirão 2018      | 28 455          | 1 087 600,64     |            |
| 144            | 18 de agosto de 2018    | Corinthians   | 0–1         | Grêmio                        | Brasileirão 2018      | 32 583          | 1 621 165,44     |            |
| 145            | 25 de agosto de 2018    | Corinthians   | 1–0         | Paraná Clube                  | Brasileirão 2018      | 28 136          | 1 019 205,58     |            |
| 146            | 29 de agosto de 2018    | Corinthians   | 2–1         | Colo Colo (CHI)               | Libertadores 2018     | 38 112          | 2 736 246,50     |            |
| 147            | 1 de setembro de 2018   | Corinthians   | 1–1         | Atlético Mineiro              | Brasileirão 2018      | 29 371          | 1 059 954,90     |            |
| 148            | 16 de setembro de 2018  | Corinthians   | 2–1         | Sport Recife                  | Brasileirão 2018      | 20 901          | 731 299,30       |            |
| 149            | 23 de setembro de 2018  | Corinthians   | 1–1         | Internacional                 | Brasileirão 2018      | 26 916          | 1 149 396,60     |            |
| 150            | 26 de setembro de 2018  | Corinthians   | 2–1         | Flamengo                      | Copa do Brasil 2018   | 44 249          | 3 663 322,30     |            |
| 151            | 5 de outubro de 2018    | Corinthians   | 0–3         | Flamengo                      | Brasileirão 2018      | 41 693          | 1 381 719,00     |            |
| 152            | 17 de outubro de 2018   | Corinthians   | 1–2         | Cruzeiro                      | Copa do Brasil 2018   | 45 978          | 5 108 151,00     |            |
| 153            | 27 de outubro de 2018   | Corinthians   | 2–1         | Bahia                         | Brasileirão 2018      | 35 382          | 1 116 596,50     |            |
| 154            | 10 de novembro de 2018  | Corinthians   | 1–1         | São Paulo                     | Brasileirão 2018      | 42 845          | 1 911 492,99     |            |
| 155            | 17 de novembro de 2018  | Corinthians   | 1–0         | Vasco da Gama                 | Brasileirão 2018      | 38 605          | 1 350 667,50     |            |
| 156            | 25 de novembro de 2018  | Corinthians   | 0–0         | Chapecoense                   | Brasileirão 2018      | 36 110          | 1 219 472,00     |            |
| 157            | 13 de janeiro de 2019   | Corinthians   | 1–1         | Santos                        | Amistoso              | 33 173          | 868 451,00       |            |
| 158            | 21 de janeiro de 2019   | Corinthians   | 1–1         | São Caetano                   | Paulistão 2019        | 31 009          | 1 203 885,70     |            |
| 159            | 26 de janeiro de 2019   | Corinthians   | 1–0         | Ponte Preta                   | Paulistão 2019        | 25 865          | 954 497,90       |            |
| 160            | 30 de janeiro de 2019   | Corinthians   | 0–2         | Red Bull Brasil               | Paulistão 2019        | 23 641          | 753 456,00       |            |
| 161            | 14 de fevereiro de 2019 | Corinthians   | 1–1         | Racing (ARG)                  | Sul-Americana 2019    | 24 237          | 935 243,00       |            |
| 162            | 17 de fevereiro de 2019 | Corinthians   | 2–1         | São Paulo                     | Paulistão 2019        | 42 303          | 2 219 753,00     |            |
| 163            | 20 de fevereiro de 2019 | Corinthians   | 4–2         | Avenida                       | Copa do Brasil 2019   | 21 120          | 664 493,50       |            |
| 164            | 10 de março de 2019     | Corinthians   | 0–0         | Santos                        | Paulistão 2019        | 41 404          | 2 197 534,00     |            |
| 165            | 17 de março de 2019     | Corinthians   | 1–0         | Oeste                         | Paulistão 2019        | 38 340          | 1 304 139,00     |            |
| 166            | 27 de março de 2019     | Corinthians   | 1–1         | Ferroviária                   | Paulistão 2019        | 34 232          | 1 208 153,00     |            |
| 167            | 31 de março de 2019     | Corinthians   | 2–1         | Santos                        | Paulistão 2019        | 39 919          | 2 467 185,50     |            |
| 168            | 3 de abril de 2019      | Corinthians   | 0–1         | Ceará                         | Copa do Brasil 2019   | 34 639          | 1 241 132,50     |            |
| 169            | 21 de abril de 2019     | Corinthians   | 2–1         | São Paulo                     | Paulistão 2019        | 46 481          | 5 014 884,00     |            |
| 170            | 24 de abril de 2019     | Corinthians   | 2–0         | Chapecoense                   | Copa do Brasil 2019   | 33 582          | 1 269 891,50     |            |
| 171            | 1 de maio de 2019       | Corinthians   | 1–0         | Chapecoense                   | Brasileirão 2019      | 30 442          | 1 551 364,50     |            |
| 172            | 11 de maio de 2019      | Corinthians   | 0–0         | Grêmio                        | Brasileirão 2019      | 36 360          | 1 581 235,50     |            |
| 173            | 15 de maio de 2019      | Corinthians   | 0–1         | Flamengo                      | Copa do Brasil 2019   | 30 364          | 2 010 205,00     |            |
| 174            | 22 de maio de 2019      | Corinthians   | 2–0         | Deportivo Lara (VEN)          | Sul-Americana 2019    | 27 866          | 800 153,00       |            |
| 175            | 26 de maio de 2019      | Corinthians   | 1–0         | São Paulo                     | Brasileirão 2019      | 39 378          | 1 916 228,30     |            |
| 176            | 14 de julho de 2019     | Corinthians   | 1–0         | CSA                           | Brasileirão 2019      | 33 952          | 1 392 676,36     |            |
| 177            | 21 de julho de 2019     | Corinthians   | 1–1         | Flamengo                      | Brasileirão 2019      | 34 737          | 2 223 284,60     |            |
| 178            | 25 de julho de 2019     | Corinthians   | 2–0         | Montevideo Wanderes (URU)     | Sul-Americana 2019    | 32 955          | 1 324 119,80     |            |
| 179            | 4 de agosto de 2019     | Corinthians   | 1–1         | Palmeiras                     | Brasileirão 2019      | 42 675          | 2 998 991,00     |            |
| 180            | 7 de agosto de 2019     | Corinthians   | 2–0         | Goiás                         | Brasileirão 2019      | 34 595          | 1 307 624,00     |            |
| 181            | 17 de agosto de 2019    | Corinthians   | 2–0         | Botafogo                      | Brasileirão 2019      | 39 122          | 2 245 956,00     |            |
| 182            | 22 de agosto de 2019    | Corinthians   | 0–0         | Fluminense                    | Sul-Americana 2019    | 37 266          | 1 699 012,00     |            |
| 183            | 1 de setembro de 2019   | Corinthians   | 1–0         | Atlético Mineiro              | Brasileirão 2019      | 31 961          | 1 524 359,18     |            |
| 184            | 7 de setembro de 2019   | Corinthians   | 2–2         | Ceará                         | Brasileirão 2019      | 43 230          | 2 888 967,30     |            |
| 185            | 18 de setembro de 2019  | Corinthians   | 0–2         | Independiente Del Valle (EQU) | Sul-Americana 2019    | 37 112          | 2 264 371,00     |            |
| 186            | 21 de setembro de 2019  | Corinthians   | 2–1         | Bahia                         | Brasileirão 2019      | 29 811          | 1 489 768,50     |            |
| 187            | 29 de setembro de 2019  | Corinthians   | 1–0         | Vasco da Gama                 | Brasileirão 2019      | 37 091          | 1 891 029,50     |            |
| 188            | 10 de outubro de 2019   | Corinthians   | 2–2         | Athletico Paranaense          | Brasileirão 2019      | 22 736          | 910 020,10       |            |
| 189            | 19 de outubro de 2019   | Corinthians   | 1–2         | Cruzeiro                      | Brasileirão 2019      | 31 631          | 1 529 296,10     |            |
| 190            | 26 de outubro de 2019   | Corinthians   | 0–0         | Santos                        | Brasileirão 2019      | 32 142          | 1 518 582,30     |            |
| 191            | 6 de novembro de 2019   | Corinthians   | 3–2         | Fortaleza                     | Brasileirão 2019      | 22 208          | 828 518,80       |            |
| 192            | 17 de novembro de 2019  | Corinthians   | 0–0         | Internacional                 | Brasileirão 2019      | 29 159          | 1 367 354,50     |            |
| 193            | 27 de novembro de 2019  | Corinthians   | 3–0         | Avaí                          | Brasileirão 2019      | 17 441          | 617 881,20       |            |
| 194            | 8 de dezembro de 2019   | Corinthians   | 1–2         | Fluminense                    | Brasileirão 2019      | 36 972          | 1 771 788,90     |            |
| 195            | 23 de janeiro de 2020   | Corinthians   | 4–1         | Botafogo-SP                   | Paulistão 2020        | 24 512          | 966 124,74       |            |
| 196            | 2 de fevereiro de 2020  | Corinthians   | 2–0         | Santos                        | Paulistão 2020        | 40 935          | 2 355 356,04     |            |
| 197            | 9 de fevereiro de 2020  | Corinthians   | 0–1         | Inter de Limeira              | Paulistão 2020        | 27 725          | 1 115 240,35     |            |
| 198            | 12 de fevereiro de 2020 | Corinthians   | 2–1         | Guaraní (PAR)                 | Libertadores 2020     | 40 327          | 2 255 657,34     |            |
| 199            | 26 de fevereiro de 2020 | Corinthians   | 1–1         | Santo André                   | Paulistão 2020        | 17 128          | 660 629,69       |            |
| 200            | 15 de março de 2020     | Corinthians   | 1–1         | Ituano                        | Paulistão 2020        | Sem público     | Sem público      |            |
| 201            | 22 de julho de 2020     | Corinthians   | 1–0         | Palmeiras                     | Paulistão 2020        | Sem público     | Sem público      |            |
| 202            | 2 de agosto de 2020     | Corinthians   | 1–0         | Mirassol                      | Paulistão 2020        | Sem público     | Sem público      |            |
| 203            | 5 de agosto de 2020     | Corinthians   | 0–0         | Palmeiras                     | Paulistão 2020        | Sem público     | Sem público      |            |
| 204            | 19 de agosto de 2020    | Corinthians   | 3–1         | Coritiba                      | Brasileirão 2020      | Sem público     | Sem público      |            |
| 205            | 26 de agosto de 2020    | Corinthians   | 1–1         | Fortaleza                     | Brasileirão 2020      | Sem público     | Sem público      |            |
| 206            | 5 de setembro de 2020   | Corinthians   | 2–2         | Botafogo                      | Brasileirão 2020      | Sem público     | Sem público      |            |
| 207            | 10 de setembro de 2020  | Corinthians   | 0–2         | Palmeiras                     | Brasileirão 2020      | Sem público     | Sem público      |            |
| 208            | 16 de setembro de 2020  | Corinthians   | 3–2         | Bahia                         | Brasileirão 2020      | Sem público     | Sem público      |            |
| 209            | 30 de setembro de 2020  | Corinthians   | 0–0         | Atlético Goianiense           | Brasileirão 2020      | Sem público     | Sem público      |            |
| 210            | 7 de outubro 2020       | Corinthians   | 1–1         | Santos                        | Brasileirão 2020      | Sem público     | Sem público      |            |
| 211            | 18 de outubro de 2020   | Corinthians   | 1–5         | Flamengo                      | Brasileirão 2020      | Sem público     | Sem público      |            |
| 212            | 28 de outubro de 2020   | Corinthians   | 0–1         | América Mineiro               | Copa do Brasil 2020   | Sem público     | Sem público      |            |
| 213            | 31 de outubro de 2020   | Corinthians   | 1–0         | Internacional                 | Brasileirão 2020      | Sem público     | Sem público      |            |
| 214            | 14 de novembro de 2020  | Corinthians   | 1–2         | Atlético Mineiro              | Brasileirão 2020      | Sem público     | Sem público      |            |
| 215            | 22 de novembro de 2020  | Corinthians   | 0–0         | Grêmio                        | Brasileirão 2020      | Sem público     | Sem público      |            |
| 216            | 12 de dezembro de 2020  | Corinthians   | 1–0         | São Paulo                     | Brasileirão 2020      | Sem público     | Sem público      |            |
| 217            | 21 de dezembro de 2020  | Corinthians   | 2–1         | Goiás                         | Brasileirão 2020      | Sem público     | Sem público      |            |
| 218            | 13 de janeiro de 2021   | Corinthians   | 5–0         | Fluminense                    | Brasileirão 2020      | Sem público     | Sem público      |            |
| 219            | 21 de janeiro de 2021   | Corinthians   | 3–0         | Sport Recife                  | Brasileirão 2020      | Sem público     | Sem público      |            |
| 220            | 25 de janeiro de 2021   | Corinthians   | 0–2         | Red Bull Bragantino           | Brasileirão 2020      | Sem público     | Sem público      |            |
| 221            | 3 de fevereiro de 2021  | Corinthians   | 2–1         | Ceará                         | Brasileirão 2020      | Sem público     | Sem público      |            |
| 222            | 10 de fevereiro de 2021 | Corinthians   | 3–3         | Athletico Paranaense          | Brasileirão 2020      | Sem público     | Sem público      |            |
| 223            | 21 de fevereiro de 2021 | Corinthians   | 0–0         | Vasco da Gama                 | Brasileirão 2020      | Sem público     | Sem público      |            |
| 224            | 3 de março de 2021      | Corinthians   | 2–2         | Palmeiras                     | Paulistão 2021        | Sem público     | Sem público      |            |
| 225            | 7 de março de 2021      | Corinthians   | 2–1         | Ponte Preta                   | Paulistão 2021        | Sem público     | Sem público      |            |
| 226            | 16 de abril de 2021     | Corinthians   | 1–1         | São Bento                     | Paulistão 2021        | Sem público     | Sem público      |            |
| 227            | 18 de abril de 2021     | Corinthians   | 2–0         | Ituano                        | Paulistão 2021        | Sem público     | Sem público      |            |
| 228            | 29 de abril de 2021     | Corinthians   | 0–2         | Peñarol (URU)                 | Sul-Americana 2021    | Sem público     | Sem público      |            |
| 229            | 2 de maio de 2021       | Corinthians   | 2–2         | São Paulo                     | Paulistão 2021        | Sem público     | Sem público      |            |
| 230            | 9 de maio de 2021       | Corinthians   | 2–1         | Novorizontino                 | Paulistão 2021        | Sem público     | Sem público      |            |
| 231            | 11 de maio de 2021      | Corinthians   | 4–1         | Inter de Limeira              | Paulistão 2021        | Sem público     | Sem público      |            |
| 232            | 16 de maio de 2021      | Corinthians   | 0–2         | Palmeiras                     | Paulistão 2021        | Sem público     | Sem público      |            |
| 233            | 20 de maio de 2021      | Corinthians   | 5–0         | Sport Huancayo (PER)          | Sul-Americana 2021    | Sem público     | Sem público      |            |
| 234            | 26 de maio de 2021      | Corinthians   | 4–0         | River Plate (URU)             | Sul-Americana 2021    | Sem público     | Sem público      |            |
| 235            | 30 de maio de 2021      | Corinthians   | 0–1         | Atlético Goianiense           | Brasileirão 2021      | Sem público     | Sem público      |            |
| 236            | 2 de junho de 2021      | Corinthians   | 0–2         | Atlético Goianiense           | Copa do Brasil 2021   | Sem público     | Sem público      |            |
| 237            | 16 de junho de 2021     | Corinthians   | 1–2         | Red Bull Bragantino           | Brasileirão 2021      | Sem público     | Sem público      |            |
| 238            | 24 de junho de 2021     | Corinthians   | 2–1         | Sport Recife                  | Brasileirão 2021      | Sem público     | Sem público      |            |
| 239            | 30 de junho de 2021     | Corinthians   | 0–0         | São Paulo                     | Brasileirão 2021      | Sem público     | Sem público      |            |
| 240            | 3 de julho de 2021      | Corinthians   | 1–1         | Internacional                 | Brasileirão 2021      | Sem público     | Sem público      |            |
| 241            | 17 de julho de 2021     | Corinthians   | 1–2         | Atlético Mineiro              | Brasileirão 2021      | Sem público     | Sem público      |            |
| 242            | 1 de agosto de 2021     | Corinthians   | 1–3         | Flamengo                      | Brasileirão 2021      | Sem público     | Sem público      |            |
| 243            | 15 de agosto de 2021    | Corinthians   | 3–1         | Ceará                         | Brasileirão 2021      | Sem público     | Sem público      |            |
| 244            | 7 de setembro de 2021   | Corinthians   | 1–1         | Juventude                     | Brasileirão 2021      | Sem público     | Sem público      |            |
| 245            | 19 de setembro de 2021  | Corinthians   | 1–1         | América Mineiro               | Brasileirão 2021      | Sem público     | Sem público      |            |
| 246            | 25 de setembro de 2021  | Corinthians   | 2–1         | Palmeiras                     | Brasileirão 2021      | Sem público     | Sem público      |            |
| 247            | 5 de outubro de 2021    | Corinthians   | 3–1         | Bahia                         | Brasileirão 2021      | 10 470          | 520 529,90       |            |
| 248            | 13 de outubro de 2021   | Corinthians   | 1–0         | Fluminense                    | Brasileirão 2021      | 11 892          | 604 926,60       |            |
| 249            | 1 de novembro de 2021   | Corinthians   | 1–0         | Chapecoense                   | Brasileirão 2021      | 39 734          | 2 267 484,60     |            |
| 250            | 6 de novembro de 2021   | Corinthians   | 1–0         | Fortaleza                     | Brasileirão 2021      | 36 059          | 1 909 460,60     |            |
| 251            | 13 de novembro de 2021  | Corinthians   | 3–2         | Cuiabá                        | Brasileirão 2021      | 38 474          | 2 175 794,20     |            |
| 252            | 21 de novembro de 2021  | Corinthians   | 2–0         | Santos                        | Brasileirão 2021      | 43 381          | 2 566 138,80     |            |
| 253            | 28 de novembro de 2021  | Corinthians   | 1–0         | Athletico Paranaense          | Brasileirão 2021      | 37 309          | 2 017 119,00     |            |
| 254            | 5 de dezembro de 2021   | Corinthians   | 1–1         | Grêmio                        | Brasileirão 2021      | 43 980          | 2 517 739,00     |            |
| 255            | 25 de janeiro de 2022   | Corinthians   | 0–0         | Ferroviária                   | Paulistão 2022        | 23 903          | 1 307 561,00     |            |
| 256            | 2 de fevereiro de 2022  | Corinthians   | 1–2         | Santos                        | Paulistão 2022        | 27 883          | 1 675 894,00     |            |
| 257            | 10 de fevereiro de 2022 | Corinthians   | 2–1         | Mirassol                      | Paulistão 2022        | 22 224          | 1 162 611,50     |            |
| 258            | 16 de fevereiro de 2022 | Corinthians   | 3–0         | São Bernardo                  | Paulistão 2022        | 20 980          | 1 048 278,00     |            |
| 259            | 27 de fevereiro de 2022 | Corinthians   | 1–0         | Red Bull Bragantino           | Paulistão 2022        | 30 423          | 1 894 093,00     |            |
| 260            | 12 de Março de 2022     | Corinthians   | 5–0         | Ponte Preta                   | Paulistão 2022        | 39 488          | 2 384 518,00     |            |
| 261            | 24 de Março de 2022     | Corinthians   | 1–1         | Guarani                       | Paulistão 2022        | 38 283          | 2 296 942,00     |            |
| 262            | 13 de Abril de 2022     | Corinthians   | 1–0         | Deportivo Cali (COL)          | Libertadores 2022     | 37 708          | 3 069 768,25     |            |
| 263            | 16 de Abril de 2022     | Corinthians   | 3–0         | Avaí                          | Brasileirão 2022      | 30 335          | 2 058 127,30     |            |
| 264            | 26 de Abril de 2022     | Corinthians   | 2–0         | Boca Juniors (ARG)            | Libertadores 2022     | 44 313          | 4 611 628,25     |            |
| 265            | 1 de Maio de 2022       | Corinthians   | 1–0         | Fortaleza                     | Brasileirão 2022      | 36 742          | 2 510 888,10     |            |
| 266            | 11 de Maio de 2022      | Corinthians   | 2–0         | Portuguesa-RJ                 | Copa do Brasil 2022   | 35 081          | 1 901 553,00     |            |
| 267            | 22 de Maio de 2022      | Corinthians   | 1–1         | São Paulo                     | Brasileirão 2022      | 44 672          | 3 688 132,50     |            |
| 268            | 26 de Maio de 2022      | Corinthians   | 1–1         | Always Ready (BOL)            | Libertadores 2022     | 39 816          | 3 333 283,37     |            |
| 269            | 29 de Maio de 2022      | Corinthians   | 1–1         | América Mineiro               | Brasileirão 2022      | 34 922          | 2 164 285,50     |            |
| 270            | 11 de Junho de 2022     | Corinthians   | 2–0         | Juventude                     | Brasileirão 2022      | 34 617          | 2 197 465,00     |            |
| 271            | 19 de Junho de 2022     | Corinthians   | 1–0         | Goiás                         | Brasileirão 2022      | 35 900          | 2 188 138,23     |            |
| 272            | 22 de Junho de 2022     | Corinthians   | 4–0         | Santos                        | Copa do Brasil 2022   | 40 316          | 2 424 757,11     |            |
| 273            | 25 de Junho de 2022     | Corinthians   | 0–0         | Santos                        | Brasileirão 2022      | 40 842          | 2 443 238,62     |            |
| 274            | 28 de Junho de 2022     | Corinthians   | 0–0         | Boca Juniors (ARG)            | Libertadores 2022     | 44 753          | 4 276 661,57     |            |
| 275            | 10 de Julho de 2022     | Corinthians   | 1–0         | Flamengo                      | Brasileirão 2022      | 43 708          | 3 670 673,50     |            |
| 276            | 20 de Julho de 2022     | Corinthians   | 3–1         | Coritiba                      | Brasileirão 2022      | 39 852          | 2 535 409,50     |            |
| 277            | 30 de Julho de 2022     | Corinthians   | 1–0         | Botafogo                      | Brasileirão 2022      | 42 532          | 2 860 163,50     |            |
| 278            | 2 de Agosto de 2022     | Corinthians   | 0–2         | Flamengo                      | Libertadores 2022     | 45 159          | 5 386 291,50     |            |
| 279            | 13 de Agosto de 2022    | Corinthians   | 0–1         | Palmeiras                     | Brasileirão 2022      | 44 466          | 3 226 090,00     |            |
| 280            | 17 de Agosto de 2022    | Corinthians   | 4–1         | Atlético Goianiense           | Copa do Brasil 2022   | 42 837          | 2 678 934,00     |            |
| 281            | 29 de Agosto de 2022    | Corinthians   | 1–0         | Red Bull Bragantino           | Brasileirão 2022      | 36 228          | 2 050 950,00     |            |
| 282            | 4 de Setembro de 2022   | Corinthians   | 2–2         | Internacional                 | Brasileirão 2022      | 41 423          | 2 613 444,00     |            |
| 283            | 15 de Setembro de 2022  | Corinthians   | 3–0         | Fluminense                    | Copa do Brasil 2022   | 45 558          | 2 744 857,50     |            |
| 284            | 28 de Setembro de 2022  | Corinthians   | 2–1         | Atlético Goianiense           | Brasileirão 2022      | 32 146          | 1 624 476,50     |            |
| 285            | 1 de Outubro de 2022    | Corinthians   | 2–0         | Cuiabá                        | Brasileirão 2022      | 37 445          | 2 049 251,50     |            |
| 286            | 8 de Outubro de 2022    | Corinthians   | 2–1         | Athletico Paranaense          | Brasileirão 2022      | 38 403          | 2 037 096,00     |            |
| 287            | 12 de Outubro de 2022   | Corinthians   | 0–0         | Flamengo                      | Copa do Brasil 2022   | 46 486          | 4 665 153,00     |            |
| 288            | 26 de Outubro de 2022   | Corinthians   | 0–2         | Fluminense                    | Brasileirão 2022      | 37 617          | 1 877 924,00     |            |
| 289            | 5 de Novembro de 2022   | Corinthians   | 1–0         | Ceará                         | Brasileirão 2022      | 41 172          | 2 208 811,00     |            |
| 290            | 13 de Novembro de 2022  | Corinthians   | 0–1         | Atlético Mineiro              | Brasileirão 2022      | 43 314          | 2 364 497,50     |            |
| 291            | 18 de janeiro de 2023   | Corinthians   | 3–0         | Água Santa                    | Paulistão 2023        | 37 972          | 2 325 141,50     |            |
| 292            | 24 de janeiro de 2023   | Corinthians   | 2–1         | Guarani                       | Paulistão 2023        | 39 216          | 2 335 445,00     |            |
| 293            | 5 de fevereiro de 2023  | Corinthians   | 2–0         | Botafogo-SP                   | Paulistão 2023        | 41 595          | 2 565 307,50     |            |
| 294            | 16 de fevereiro de 2023 | Corinthians   | 2–2         | Palmeiras                     | Paulistão 2023        | 45 505          | 2 582 382,00     |            |
| 295            | 19 de fevereiro de 2023 | Corinthians   | 3–0         | Mirassol                      | Paulistão 2023        | 36 928          | 2 229 991,50     |            |
| 296            | 4 de março de 2023      | Corinthians   | 3–1         | Santo André                   | Paulistão 2023        | 43 124          | 2 545 458,00     |            |
| 297            | 12 de março de 2023     | Corinthians   | 1–1         | Ituano                        | Paulistão 2023        | 43 618          | 2 430 793,50     |            |
| 298            | 16 de abril de 2023     | Corinthians   | 2–1         | Cruzeiro                      | Brasileirão 2023      | 41 716          | 2 681 550,00     |            |
| 299            | 19 de abril de 2023     | Corinthians   | 0–1         | Argentinos Juniors (ARG)      | Libertadores 2023     | 40 670          | 2 689 897,50     |            |
| 300            | 26 de abril de 2023     | Corinthians   | 2–0         | Remo                          | Copa do Brasil 2023   | 39 377          | 2 412 267,50     |            |
| 301            | 2 de maio de 2023       | Corinthians   | 1–2         | Independiente del Valle (EQU) | Libertadores 2023     | 39 984          | 2 658 428,40     |            |
| 302            | 8 de maio de 2023       | Corinthians   | 1–1         | Fortaleza                     | Brasileirão 2023      | 36 512          | 2 128 014,50     |            |
| 303            | 14 de maio de 2023      | Corinthians   | 1–1         | São Paulo                     | Brasileirão 2023      | 41 434          | 2 606 268,00     |            |
| 304            | 28 de maio de 2023      | Corinthians   | 2–0         | Fluminense                    | Brasileirão 2023      | 34 624          | 2 040 799,69     |            |
| 305            | 31 de maio de 2023      | Corinthians   | 2–0         | Atlético Mineiro              | Copa do Brasil 2023   | 38 235          | 2 294 561,50     |            |
| 306            | 10 de junho de 2023     | Corinthians   | 1–1         | Cuiabá                        | Brasileirão 2023      | 40 512          | 2 683 557,00     |            |
| 307            | 28 de junho de 2023     | Corinthians   | 3–0         | Liverpool (URU)               | Libertadores 2023     | 26 556          | 1 167 437,80     |            |
| 308            | 2 de julho de 2023      | Corinthians   | 0–1         | Red Bull Bragantino           | Brasileirão 2023      | 42 404          | 2 861 945,00     |            |
| 309            | 11 de julho de 2023     | Corinthians   | 1–0         | Universitario (PER)           | Sul-Americana 2023    | 36 686          | 1 882 802,60     |            |
| 310            | 15 de julho de 2023     | Corinthians   | 3–2         | América Mineiro               | Copa do Brasil 2023   | 45 004          | 2 613 722,98     |            |
| 311            | 25 de julho de 2023     | Corinthians   | 2–1         | São Paulo                     | Copa do Brasil 2023   | 46 965          | 2 690 717,50     |            |
| 312            | 29 de julho de 2023     | Corinthians   | 3–1         | Vasco da Gama                 | Brasileirão 2023      | Sem público     | Sem público      |            |
| 313            | 1 de agosto de 2023     | Corinthians   | 2–1         | Newell's Old Boys (ARG)       | Sul-Americana 2023    | 40 251          | 2 070 243,70     |            |
| 314            | 13 de agosto de 2023    | Corinthians   | 3–1         | Coritiba                      | Brasileirão 2023      | 42 171          | 2 580 090,50     |            |
| 315            | 22 de agosto de 2023    | Corinthians   | 1–0         | Estudiantes (ARG)             | Sul-Americana 2023    | 35 699          | 2 266 255,70     |            |
| 316            | 26 de agosto de 2023    | Corinthians   | 1–1         | Goiás                         | Brasileirão 2023      | 37 316          | 2 233 278,00     |            |
| 317            | 3 de setembro de 2023   | Corinthians   | 0–0         | Palmeiras                     | Brasileirão 2023      | 44 371          | 2 892 111,00     |            |
| 318            | 18 de setembro de 2023  | Corinthians   | 4–4         | Grêmio                        | Brasileirão 2023      | 36 076          | 2 081 321,00     |            |
| 319            | 22 de setembro de 2023  | Corinthians   | 1–0         | Botafogo                      | Brasileirão 2023      | 37 543          | 2 311 037,08     |            |
| 320            | 26 de setembro de 2023  | Corinthians   | 1–1         | Fortaleza                     | Sul-Americana 2023    | 42 398          | 3 014 889,00     |            |
| 321            | 7 de outubro de 2023    | Corinthians   | 1–1         | Flamengo                      | Brasileirão 2023      | 40 800          | 2 629 857,00     |            |
| 322            | 22 de outubro de 2023   | Corinthians   | 1–1         | América Mineiro               | Brasileirão 2023      | 38 121          | 2 285 568,00     |            |
| 323            | 29 de outubro de 2023   | Corinthians   | 1–1         | Santos                        | Brasileirão 2023      | 42 248          | 2 445 619,50     |            |
| 324            | 1 de novembro de 2023   | Corinthians   | 1–0         | Athletico Paranaense          | Brasileirão 2023      | 29 870          | 1 701 823,00     |            |
| 325            | 9 de novembro de 2023   | Corinthians   | 1–1         | Atlético Mineiro              | Brasileirão 2023      | 30 348          | 1 742 443,00     |            |
| 326            | 24 de novembro de 2023  | Corinthians   | 1–5         | Bahia                         | Brasileirão 2023      | 39 403          | 2 449 046,00     |            |
| 327            | 2 de dezembro de 2023   | Corinthians   | 1–2         | Internacional                 | Brasileirão 2023      | 40 583          | 2 558 532,00     |            |
| 328            | 21 de janeiro de 2024   | Corinthians   | 1–0         | Guarani                       | Paulistão 2024        | 42 608          | 2 551 343,50     |            |
| 329            | 30 de janeiro de 2024   | Corinthians   | 1–2         | São Paulo                     | Paulistão 2024        | 43 481          | 2 488 558,50     |            |
| 330            | 4 de fevereiro de 2024  | Corinthians   | 1–3         | Novorizontino                 | Paulistão 2024        | 39 603          | 2 343 488,00     |            |
| 331            | 11 de fevereiro de 2024 | Corinthians   | 2–0         | Portuguesa                    | Paulistão 2024        | 39 835          | 2 473 056,00     |            |
| 332            | 25 de fevereiro de 2024 | Corinthians   | 0–1         | Ponte Preta                   | Paulistão 2024        | 43 379          | 2 656 331,00     |            |
| 333            | 2 de março de 2024      | Corinthians   | 3–2         | Santo André                   | Paulistão 2024        | 42 608          | 2 551 343,50     |            |
| 334            | 9 de abril de 2024      | Corinthians   | 4–0         | Nacional (PAR)                | Sul-Americana 2024    | 32 351          | 1 999 933,10     |            |
| 335            | 14 de abril de 2024     | Corinthians   | 0–0         | Atlético Mineiro              | Brasileirão 2024      | 44 285          | 2 784 292,50     |            |
| 336            | 28 de abril de 2024     | Corinthians   | 3–0         | Fluminense                    | Brasileirão 2024      | 41 839          | 2 521 430,00     |            |
| 337            | 4 de maio de 2024       | Corinthians   | 0–0         | Fortaleza                     | Brasileirão 2024      | 42 456          | 2 761 561,00     |            |
| 338            | 14 de maio de 2024      | Corinthians   | 4–0         | Argentinos Juniors (ARG)      | Sul-Americana 2024    | 39 929          | 2 257 103,50     |            |
| 339            | 22 de maio de 2024      | Corinthians   | 2–1         | América-RN                    | Copa do Brasil 2024   | 39 108          | 2 226 652,50     |            |
| 340            | 28 de maio de 2024      | Corinthians   | 3–0         | Racing (URU)                  | Sul-Americana 2024    | 40 473          | 2 322 336,00     |            |
| 341            | 1 de junho de 2024      | Corinthians   | 0–1         | Botafogo                      | Brasileirão 2024      | 41 281          | 2 614 293,50     |            |
| 342            | 16 de junho de 2024     | Corinthians   | 2–2         | São Paulo                     | Brasileirão 2024      | 46 129          | 2 673 323,50     |            |
| 343            | 26 de junho de 2024     | Corinthians   | 1–1         | Cuiabá                        | Brasileirão 2024      | 38 219          | 2 099 895,00     |            |
| 344            | 4 de julho de 2024      | Corinthians   | 3–2         | Vitória                       | Brasileirão 2024      | 37 689          | 2 096 669,00     |            |
| 345            | 16 de julho de 2024     | Corinthians   | 2–1         | Criciúma                      | Brasileirão 2024      | 42 965          | 2 694 764,50     |            |
| 346            | 25 de julho de 2024     | Corinthians   | 2–2         | Grêmio                        | Brasileirão 2024      | 45 183          | 2 705 605,50     |            |
| 347            | 31 de julho de 2024     | Corinthians   | 0–0         | Grêmio                        | Copa do Brasil 2024   | 43 315          | 2 624 941,00     |            |
| 348            | 4 de agosto de 2024     | Corinthians   | 1–1         | Juventude                     | Brasileirão 2024      | 43 947          | 2 648 449,00     |            |
| 349            | 10 de agosto de 2024    | Corinthians   | 1–1         | Red Bull Bragantino           | Brasileirão 2024      | 42 018          | 2 525 324,00     |            |
| 350            | 20 de agosto de 2024    | Corinthians   | (5) 1–2 (4) | Red Bull Bragantino           | Sul-Americana 2024    | 42 118          | 2 515 840,00     | [ 193 ]    |
| 351            | 1 de setembro de 2024   | Corinthians   | 2–1         | Flamengo                      | Brasileirão 2024      | 45 237          | 2 589 611,00     | [ 194 ]    |
| 352            | 11 de setembro de 2024  | Corinthians   | 3–1         | Juventude                     | Copa do Brasil 2024   | 45 509          | 2 594 584,00     | [ 195 ]    |
| 353            | 21 de setembro de 2024  | Corinthians   | 3–0         | Atlético Goianiense           | Brasileirão 2024      | 46 001          | 2 585 075,00     | [ 196 ]    |
| 354            | 24 de setembro de 2024  | Corinthians   | 3–0         | Fortaleza                     | Sul-Americana 2024    | 44 483          | 2 510 922,50     | [ 197 ]    |
| 355            | 5 de outubro de 2024    | Corinthians   | 2–2         | Internacional                 | Brasileirão 2024      | 44 597          | 2 595 477,00     | [ 198 ]    |
| 356            | 17 de outubro de 2024   | Corinthians   | 5–2         | Athletico Paranaense          | Brasileirão 2024      | 44 116          | 2 447 030,50     | [ 199 ]    |
| 357            | 20 de outubro de 2024   | Corinthians   | 0–0         | Flamengo                      | Copa do Brasil 2024   | 46 426          | 3 023 876,00     | [ 200 ]    |
| 358            | 24 de outubro de 2024   | Corinthians   | 2–2         | Racing (ARG)                  | Sul-Americana 2024    | 43 841          | 2 579 514,00     | [ 201 ]    |
| 359            | 4 de novembro de 2024   | Corinthians   | 2–0         | Palmeiras                     | Brasileirão 2024      | 46 085          | 2 514 796,00     | [ 202 ]    |
| 360            | 20 de novembro de 2024  | Corinthians   | 2–1         | Cruzeiro                      | Brasileirão 2024      | 45 756          | 2 552 660,00     | [ 203 ]    |
| 361            | 24 de novembro de 2024  | Corinthians   | 3–1         | Vasco da Gama                 | Brasileirão 2024      | 45 767          | 2 563 923,50     | [ 204 ]    |
| 362            | 3 de dezembro de 2024   | Corinthians   | 3–0         | Bahia                         | Brasileirão 2024      | 45 925          | 2 502 234,00     | [ 205 ]    |
| 363            | 19 de janeiro de 2025   | Corinthians   | 2–1         | Velo Clube                    | Paulistão 2025        | 42 183          | 2 626 828,00     | [ 206 ]    |
| 364            | 22 de janeiro de 2025   | Corinthians   | 2–1         | Água Santa                    | Paulistão 2025        | 41 352          | 2 683 017,00     | [ 207 ]    |
| 365            | 1 de fevereiro de 2025  | Corinthians   | 2–1         | Noroeste                      | Paulistão 2025        | 42 897          | 2 600 989,00     | [ 208 ]    |
| 366            | 9 de fevereiro de 2025  | Corinthians   | 2–0         | São Bernardo                  | Paulistão 2025        | 42 064          | 2 683 988,00     | [ 209 ]    |
| 367            | 12 de fevereiro de 2025 | Corinthians   | 2–1         | Santos                        | Paulistão 2025        | 47 695          | 2 955 248,30     | [ 210 ]    |
| 368            | 23 de fevereiro de 2025 | Corinthians   | 2–2         | Guarani                       | Paulistão 2025        | 44 506          | 2 788 375,00     | [ 211 ]    |
| 369            | 26 de fevereiro de 2025 | Corinthians   | 3–2         | Universidad Central (VEN)     | Libertadores 2025     | 44 643          | 2 857 071,20     | [ 212 ]    |
| 370            | 2 de março de 2025      | Corinthians   | 2–0         | Mirassol                      | Paulistão 2025        | 44 069          | 2 914 044,40     | [ 213 ]    |
| 371            | 9 de março de 2025      | Corinthians   | 2–1         | Santos                        | Paulistão 2025        | 47 472          | 3 469 727,00     | [ 214 ]    |
| 372            | 12 de março de 2025     | Corinthians   | 2–0         | Barcelona (EQU)               | Libertadores 2025     | 44 602          | 2 910 131,90     | [ 215 ]    |
| 373            | 27 de março de 2025     | Corinthians   | 0–0         | Palmeiras                     | Paulistão 2025        | 48 196          | 4 638 125,50     | [ 4 ]      |
| 374            | 2 de abril de 2025      | Corinthians   | 1–2         | Huracán (ARG)                 | Sul-Americana de 2025 | 40 591          | 2 749 262,00     | [ 216 ]    |
| 375            | 5 de abril de 2025      | Corinthians   | 3–0         | Vasco da Gama                 | Brasileirão 2025      | 42 969          | 2 958 819,70     | [ 217 ]    |
| 376            | 16 de abril de 2025     | Corinthians   | 0–2         | Fluminense                    | Brasileirão 2025      | 41 138          | 2 838 164,20     | [ 218 ]    |
| 377            | 19 de abril de 2025     | Corinthians   | 2–1         | Sport Recife                  | Brasileirão 2025      | 43 996          | 3 041 600,70     | [ 219 ]    |
| 378            | 24 de abril de 2025     | Corinthians   | 1–0         | Racing (URU)                  | Sul-Americana de 2025 | 38 815          | 2 485 576,00     | [ 220 ]    |
| 379            | 3 de maio de 2025       | Corinthians   | 4–2         | Internacional                 | Brasileirão 2025      | 44 569          | 3 041 403,00     | [ 221 ]    |
| 380            | 6 de maio de 2025       | Corinthians   | 1–1         | América (COL)                 | Sul-Americana de 2025 | 39 543          | 2 762 633,00     | [ 222 ]    |
| 381            | 18 de maio de 2025      | Corinthians   | 1–0         | Santos                        | Brasileirão 2025      | 46 535          | 3 429 158,00     | [ 223 ]    |
| 382            | 21 de maio de 2025      | Corinthians   | 1–0         | Novorizontino                 | Copa do Brasil 2025   | 40 505          | 2 612 196,10     | [ 224 ]    |
| 383            | 1 de junho de 2025      | Corinthians   | 0–0         | Vitória                       | Brasileirão 2025      | 44 579          | 3 062 595,70     | [ 225 ]    |
| 384            | 13 de julho de 2025     | Corinthians   | 1–2         | Red Bull Bragantino           | Brasileirão 2025      | 33 847          | 2 356 795,30     | [ 226 ]    |
| 385            | 23 de julho de 2025     | Corinthians   | 0–0         | Cruzeiro                      | Brasileirão 2025      | 31 232          | 2 289 651,40     | [ 227 ]    |
| 386            | 30 de julho de 2025     | Corinthians   | 1–0         | Palmeiras                     | Copa do Brasil 2025   | 45 527          | 3 369 505,50     | [ 228 ]    |
| 387            | 3 de agosto de 2025     | Corinthians   | 1–1         | Fortaleza                     | Brasileirão 2025      | 34 581          | 2 390 031,80     | [ 229 ]    |
| .              | .                       | TOTAL         | 915 gols    | .                             | .                     | 12 070 550      | 711 821 566,97   |            |

## Futebol Feminino

### Estatísticas da equipe feminina
Última atualização: 15 de novembro de 2024
Quadro geral por ano
- b.^ Desconsidera-se jogos sem público por conta da pandemia de COVID-19 entre 2020 e 2021.

Quadro geral por competição
Quadro quantitativo de público e renda
| Total de jogos | Total de pagantes | Média de pagantes | Renda total (R$) | Renda média (R$) | Ticket médio (R$) |
| -------------- | ----------------- | ----------------- | ---------------- | ---------------- | ----------------- |
| 27             | 508.409           | 23.110            | 9.830.814,60     | 446.855,21       | 19,34             |

### Maiores públicos
Os cinco maiores públicos
| Nº | Público Pagante | Público Total | Mandante    | Placar | Visitante     | Competição                | Data                   | Ref     |
| -- | --------------- | ------------- | ----------- | ------ | ------------- | ------------------------- | ---------------------- | ------- |
| 1  | 44 136          | 44 529        | Corinthians | 2–0    | São Paulo     | Brasileirão Feminino 2024 | 22 de setembro de 2024 | [ 230 ] |
| 2  | 42 326          | 42 566        | Corinthians | 2–1    | Ferroviária   | Brasileirão Feminino 2023 | 10 de setembro de 2023 | [ 231 ] |
| 3  | 40 691          | 41 070        | Corinthians | 4–1    | Internacional | Brasileirão Feminino 2022 | 24 de setembro de 2022 | [ 232 ] |
| 4  | 39 901          | 40 235        | Corinthians | 4–1    | São Paulo     | Paulistão Feminino 2023   | 26 de novembro de 2023 | [ 233 ] |
| 5  | 34 418          | 34 736        | Corinthians | 1–0    | Palmeiras     | Paulistão Feminino 2024   | 15 de novembro de 2024 | [ 234 ] |

### Maiores rendas
As cinco maiores rendas
| Nº | Renda         | Mandante    | Placar | Visitante     | Competição                | Data                   | Ref     |
| -- | ------------- | ----------- | ------ | ------------- | ------------------------- | ---------------------- | ------- |
| 1  | R$ 974 416,30 | Corinthians | 2–0    | São Paulo     | Brasileirão Feminino 2024 | 22 de setembro de 2024 | [ 230 ] |
| 2  | R$ 970 782,20 | Corinthians | 4–1    | São Paulo     | Paulistão Feminino 2023   | 26 de novembro de 2023 | [ 233 ] |
| 3  | R$ 920 125,90 | Corinthians | 2–1    | Ferroviária   | Brasileirão Feminino 2023 | 10 de setembro de 2023 | [ 231 ] |
| 4  | R$ 900 981,00 | Corinthians | 4–1    | Internacional | Brasileirão Feminino 2022 | 24 de setembro de 2022 | [ 232 ] |
| 5  | R$ 811 248,00 | Corinthians | 1–0    | Palmeiras     | Paulistão Feminino 2024   | 15 de novembro de 2024 | [ 234 ] |

### Finais disputadas
| Público     | Competição                | Partida                       | Data                    | Campeão     | Ref     |
| ----------- | ------------------------- | ----------------------------- | ----------------------- | ----------- | ------- |
| 28 862      | Paulistão Feminino 2019   | Corinthians 3–0 São Paulo     | 16 de novembro de 2019  | Corinthians | [ 235 ] |
| Sem público | Brasileirão Feminino 2020 | Corinthians 4–2 Kindermann    | 6 de dezembro de 2020   | Corinthians | [ 236 ] |
| Sem público | Brasileirão Feminino 2021 | Corinthians 3–1 Palmeiras     | 26 de setembro de 2021  | Corinthians | [ 237 ] |
| 30 077      | Paulistão Feminino 2021   | Corinthians 3–1 São Paulo     | 8 de dezembro de 2021   | Corinthians | [ 238 ] |
| 19 547      | Supercopa do Brasil 2022  | Corinthians 1–0 Grêmio        | 13 de fevereiro de 2022 | Corinthians | [ 239 ] |
| 40 691      | Brasileirão Feminino 2022 | Corinthians 4–1 Internacional | 24 de setembro de 2022  | Corinthians | [ 240 ] |
| 25 779      | Supercopa do Brasil 2023  | Corinthians 4–1 Flamengo      | 12 de fevereiro de 2023 | Corinthians | [ 241 ] |
| 42 566      | Brasileirão Feminino 2023 | Corinthians 2–1 Ferroviária   | 10 de setembro de 2023  | Corinthians | [ 242 ] |
| 40 235      | Paulistão Feminino 2023   | Corinthians 4–1 São Paulo     | 26 de novembro de 2023  | Corinthians | [ 243 ] |
| 33 424      | Supercopa do Brasil 2024  | Corinthians 1–0 Cruzeiro      | 18 de fevereiro de 2024 | Corinthians | [ 244 ] |
| 44 529      | Brasileirão Feminino 2024 | Corinthians 2–0 São Paulo     | 22 de setembro de 2024  | Corinthians | [ 245 ] |

### Lista de jogos
| Lista de Jogos |                         |               |         |                |                           |                 |                  |            |
| Jogo           | Data                    | Time mandante | Placar  | Time visitante | Competição                | Público pagante | Renda (em reais) | Referência |
| 1              | 25 de abril de 2018     | Corinthians   | 4–1     | São Francisco  | Brasileirão Feminino 2018 | 3 895           | —                | [ 246 ]    |
| 2              | 16 de novembro de 2019  | Corinthians   | 3–0     | São Paulo      | Paulistão Feminino 2019   | 28 862          | —                | [ 235 ]    |
| 3              | 2 de novembro de 2020   | Corinthians   | 2–1     | Grêmio         | Brasileirão Feminino 2020 | Sem público     | Sem público      | [ 247 ]    |
| 4              | 11 de novembro de 2020  | Corinthians   | 4–0     | Taubaté        | Paulistão Feminino 2020   | Sem público     | Sem público      | [ 248 ]    |
| 5              | 16 de novembro de 2020  | Corinthians   | 3–0     | Palmeiras      | Brasileirão Feminino 2020 | Sem público     | Sem público      | [ 249 ]    |
| 6              | 6 de dezembro de 2020   | Corinthians   | 4–2     | Kindermann     | Brasileirão Feminino 2020 | Sem público     | Sem público      | [ 250 ]    |
| 7              | 26 de setembro de 2021  | Corinthians   | 3–1     | Palmeiras      | Brasileirão Feminino 2021 | Sem público     | Sem público      | [ 251 ]    |
| 8              | 8 de dezembro de 2021   | Corinthians   | 3–1     | São Paulo      | Paulistão Feminino 2021   | 30 077          | —                | [ 252 ]    |
| 9              | 6 de fevereiro de 2022  | Corinthians   | 3–0     | Palmeiras      | Supercopa do Brasil 2022  | 13 890          | 322 467,50       | [ 253 ]    |
| 10             | 13 de fevereiro de 2022 | Corinthians   | 1–0     | Grêmio         | Supercopa do Brasil 2022  | 19 547          | 442 644,50       | [ 254 ]    |
| 11             | 21 de agosto de 2022    | Corinthians   | 1–0     | Real Brasília  | Brasileirão Feminino 2022 | 15 507          | 306 018,50       | [ 255 ]    |
| 12             | 27 de agosto de 2022    | Corinthians   | 2–1     | Palmeiras      | Brasileirão Feminino 2022 | 18 622          | 365 384,00       | [ 256 ]    |
| 13             | 24 de setembro de 2022  | Corinthians   | 4–1     | Internacional  | Brasileirão Feminino 2022 | 40 691          | 900 981,00       | [ 257 ]    |
| 14             | 16 de novembro de 2022  | Corinthians   | 1–0     | Santos         | Paulistão Feminino 2022   | 8 719           | 137 229,00       | [ 258 ]    |
| 15             | 9 de fevereiro de 2023  | Corinthians   | 2–1     | Internacional  | Supercopa do Brasil 2023  | 9 183           | 147 469,50       | [ 259 ]    |
| 16             | 12 de fevereiro de 2023 | Corinthians   | 4–1     | Flamengo       | Supercopa do Brasil 2023  | 25 554          | 612 183,00       | [ 241 ]    |
| 17             | 10 de setembro de 2023  | Corinthians   | 2–1     | Ferroviária    | Brasileirão Feminino 2023 | 42 326          | 920 125,90       | [ 242 ]    |
| 18             | 12 de novembro de 2023  | Corinthians   | 8–0     | Palmeiras      | Paulistão Feminino 2023   | 24 100          | 574 638,30       | [ 260 ]    |
| 19             | 26 de novembro de 2023  | Corinthians   | 4–1     | São Paulo      | Paulistão Feminino 2023   | 39 901          | 970 782,20       | [ 261 ]    |
| 20             | 15 de fevereiro de 2024 | Corinthians   | 2–0     | Ferroviária    | Supercopa do Brasil 2024  | 8 765           | 188 073,20       | [ 262 ]    |
| 21             | 18 de fevereiro de 2024 | Corinthians   | 1–0     | Cruzeiro       | Supercopa do Brasil 2024  | 33 175          | 750 268,20       | [ 263 ]    |
| 22             | 29 de março de 2024     | Corinthians   | 3–0     | Internacional  | Brasileirão Feminino 2024 | 11 830          | 246 769,50       | [ 264 ]    |
| 23             | 22 de abril de 2024     | Corinthians   | 0–0     | Ferroviária    | Brasileirão Feminino 2024 | 10 190          | 189 560,30       | [ 265 ]    |
| 24             | 12 de maio de 2024      | Corinthians   | 3–2     | São Paulo      | Brasileirão Feminino 2024 | 12 222          | 261 476,70       | [ 266 ]    |
| 25             | 22 de setembro de 2024  | Corinthians   | 2–0     | São Paulo      | Brasileirão Feminino 2024 | 44 136          | 974 416,30       | [ 267 ]    |
| 26             | 10 de novembro de 2024  | Corinthians   | 1–1     | São Paulo      | Paulistão Feminino 2024   | 32 799          | 709 079,00       | [ 268 ]    |
| 27             | 15 de novembro de 2024  | Corinthians   | 1–0     | Palmeiras      | Paulistão Feminino 2024   | 34 418          | 811 248,00       | [ 234 ]    |
| .              | .                       | TOTAL         | 86 gols | .              | .                         | 508 409         | 9 830 814,60     |            |

## Jogos de outros clubes
Devido as medidas de restrição adotadas pelo Governo do Estado de São Paulo, como forma de amenizar as consequências da Pandemia de COVID-19, 2 partidas do Campeonato Paulista de Futebol de 2020 foram disputadas na Neo Química Arena. Além disso, devido a preservação do gramado do Maracanã para a final da Copa América de 2020, o Flamengo optou por mandar seu jogo no estádio corintiano, escolhido por conta da qualidade do gramado, considerado internamente como o melhor do Brasil.
| Público     | Competição         | Partida                                         | Data                 | Ref     |
| ----------- | ------------------ | ----------------------------------------------- | -------------------- | ------- |
| Sem público | Paulistão 2020     | Inter de Limeira 2–1 Oeste                      | 23 de julho de 2020  | [ 270 ] |
| Sem público | Paulistão 2020     | Novorizontino 3–2 Santos                        | 26 de julho de 2020  | [ 271 ] |
| Sem público | Brasileirão 2021   | Flamengo 0–1 Fluminense                         | 4 de julho de 2021   | [ 272 ] |
| 7.837       | Sul-Americana 2023 | Red Bull Bragantino (3) 3–3 (4) América Mineiro | 10 de agosto de 2023 | [ 273 ] |
| 44.804      | Paulistão 2024     | Santos 3–1 Red Bull Bragantino                  | 27 de março de 2024  | [ 274 ] |